# 치파오

## 특징
치파오는 몸에 딱 맞는 형태의 옷이며, 치마에 옆트임을 주어 실용성과 여성미를 강조하였다. 기마만족이었던 만주족은 말타기와 활쏘기 등을 할 때에 편하게 활동할 수 있도록 옷을 개안하였다. 그 당시의 치파오는 현대와는 달리 소매가 넓었으며 옆트임을 내어 몸의 움직임과 탈의를 간편하게 했다.
치파오는 화려한 색상과 아름다운 디자인을 가지고 있다는 것이 특징이다. 치파오의 본래 형태는 발목을 넘는 길이의 옷이었지만 현대에서는 치마와 소매의 길이 등다양하다.

## 치파오의 종류
전통적인 치파오의 종류는 롱파오( 황제가 입던 용무늬를 수놓은 예복), 망파오(대신들이 입던 이무기 무늬를 수놓은 예복), 창푸파오(평상복)이 있었다.
하지만 오늘날의 치파오는 평상복인 창푸파오로 다른 옷들은 완전히 사라졌다.

## 역사
순치 원년, 청나라가 수도를 베이징으로 옮기고 한족의 한푸 착용을 금지하자 치파오가 중국에 유입되기 시작했다. 명나라 멸망후 만주족의 관습인 변발과 의복이 강제됨에 따라 한푸는 쇠퇴했다. 결국 한푸문화는 청나라 때 완전히 사라졌다. 
청나라 중반에는 대부분의 한족이 이미 만주복식을 입었고, 한푸은 만족복식과 빠르게 합쳐졌다. 한족은 팔기제에 속한 사람들을 뜻하는 치런(旗人, 기인)이 입는 옷이라고 하여 치파오라 부르게 되었다. 즉, 한푸는 중국 인구의 대다수를 차지하는 한족이 아니라 소수 만주족에게서 유래한 것이다. 치파오와 한푸은 서로 관련이 거의 없지만 둘 다 중국 의류이며 패턴이 매우 유사하다. 청나라의 공식 의복은 순전히 만주족이었으며, 청나라의 공식 통치자들은 전통과 의복을 유지할 필요성을 강조하는 여러 칙령을 썼다.
요, 금, 원, 명나라 시대에 여진족은 주로 좌군 가운을 입었다. 만주족이 세관에 들어가기 전 입는 예복과 옷을 만주어로 '이지에'라고 부른다. 남성, 여성, 어린이가 일년 내내 입는 옷이다. 각 가운은 옷 전체에서 잘라낸 것이다. 기본 구조는 라운드 넥, 큰 플랩, 왼쪽 거싯, 4면 슬릿, 허리 밴드 및 말굽 소매이다. 명나라 의복의 무정형 직물의 직선 길이는 청나라 용의복과 유니폼의 기묘한 조각과 대조를 이룬다.(p. 103)
1911년 신해혁명 이후에 치파오는 서양식 의상의 영향을 받게 되면서 이전의 화려하고 복잡한 형태에서 간결한 디자인, 우아한 색으로 변했다. 치파오는 시대와 유행에 따라서 그 길이와 형태가 변화하였다. 1920년대 말에는 치마가 땅에 닿을 정도로 길이가 길어지고 옆트임이 허벅지까지 올라올 정도로 과감해지고 허리선이 더욱 강조되었다.
1930년대 초반에는 긴 것이 유행하면서 치마의 길이가 다시 길어져 땅에닿을 정도가 되고, 옷깃은 높고 소매는 길게 하여 입었다. 치마의 옆 트임은 허벅지까지 올라오게 되었다. 1940년대에는 치파오의 실용성이 강조되며 길이가 다시 짧아지면서 종아리까지 올라갔고 장식을 배제하고 단순한 형태가 주를 이루었다.
1960년대 다시 짧은 것의 민소매 형식의 치파오가 등장하기도 하였다. 또한 세계적으로 독창성과 아름다움이 인정받으면서 국제 패션 대회를 휩쓸었다. 치파오는 홍콩, 타이완, 화교 등을 중심으로 계속해서 발전했고 다양한 디자인과 옷감으로 중국 예복으로 자리잡았다.
1990년대 스트리트 파이터 2가 폭발적인 인기를 끌자 그 게임에 등장하는 여성 격투가인 춘리가 치파오에 팬티스타킹을 같이 착용하고 나온 모습에 착안되어 이후 치파오에 팬티스타킹이 필수적으로 따라가게 되었으며 여성들 대부분이 마치 습관처럼 치파오를 입을 때 꼭 팬티스타킹을 신게 되었다.

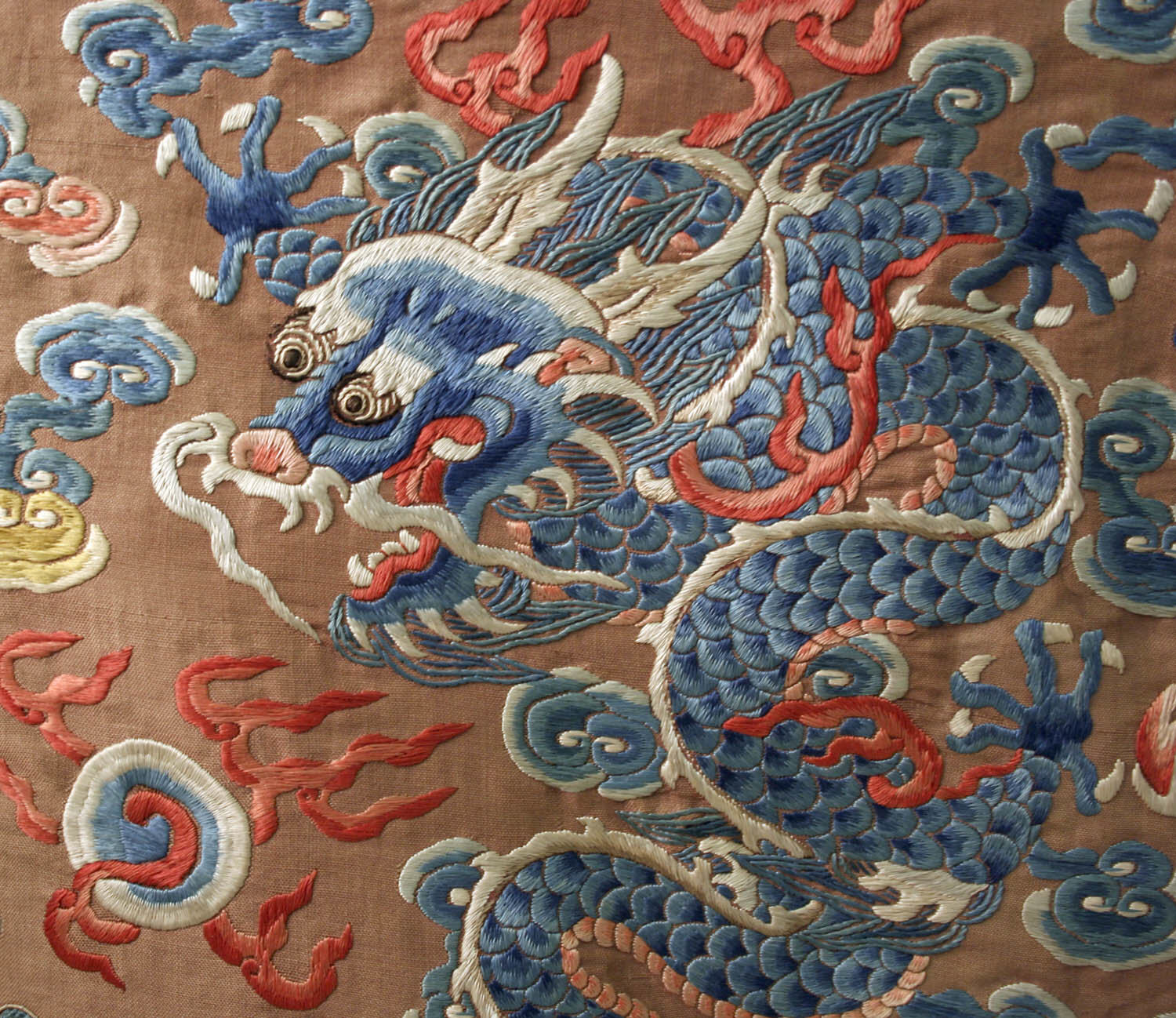
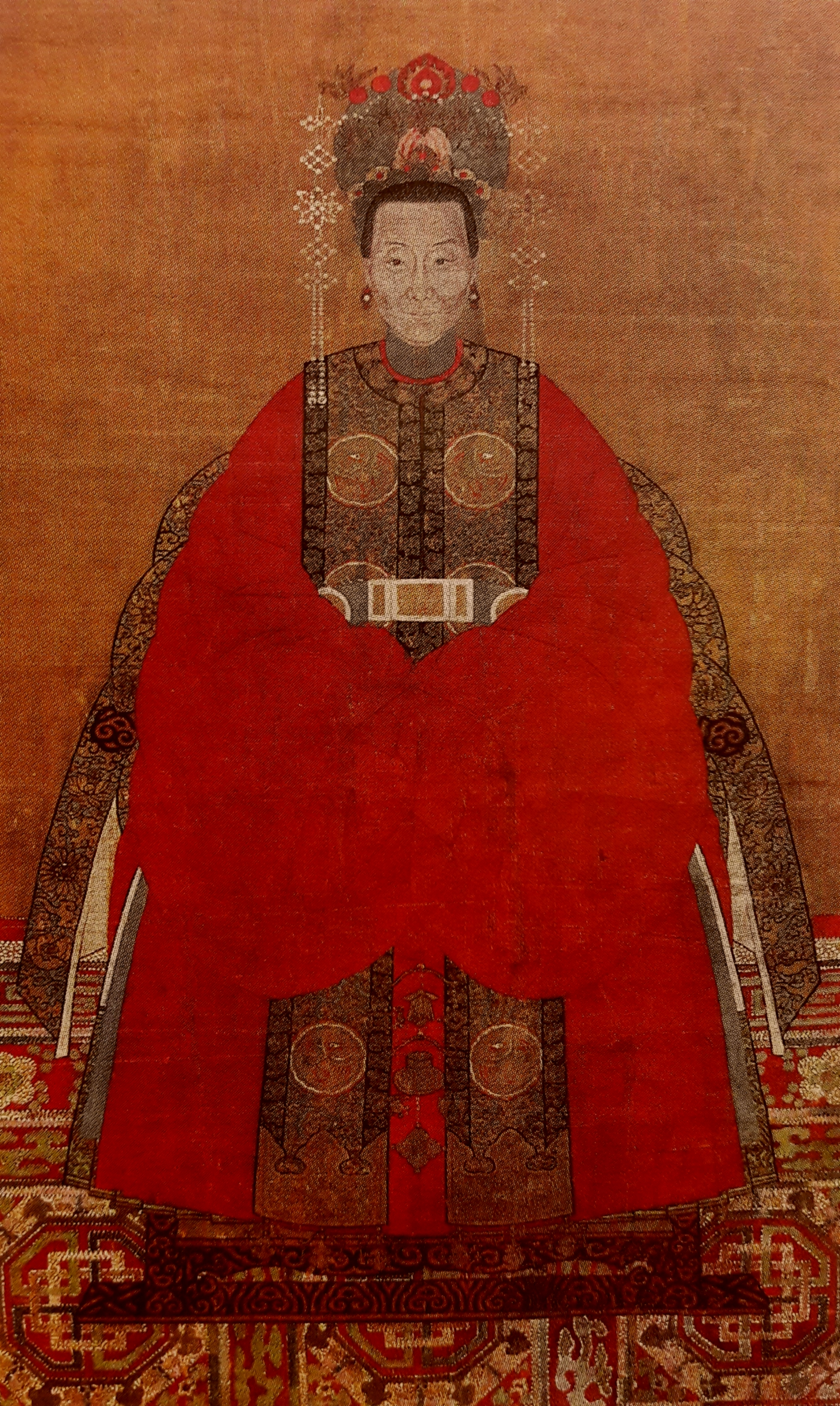
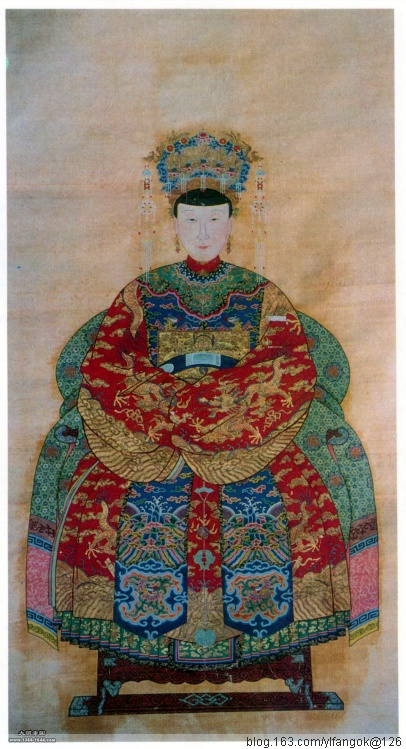
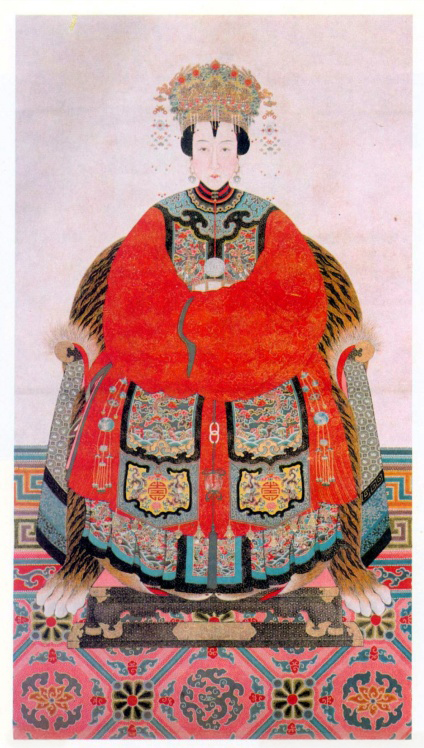
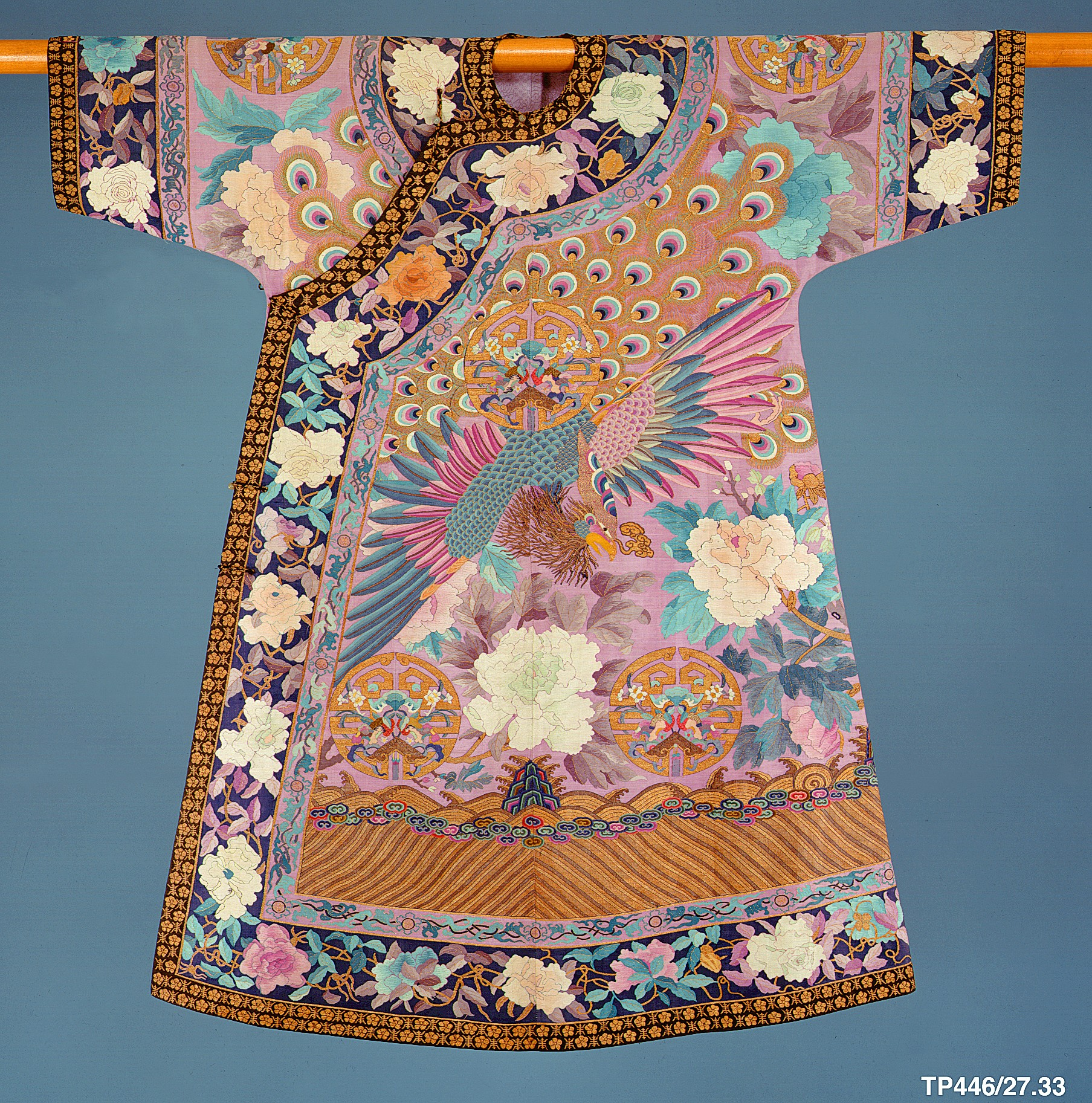
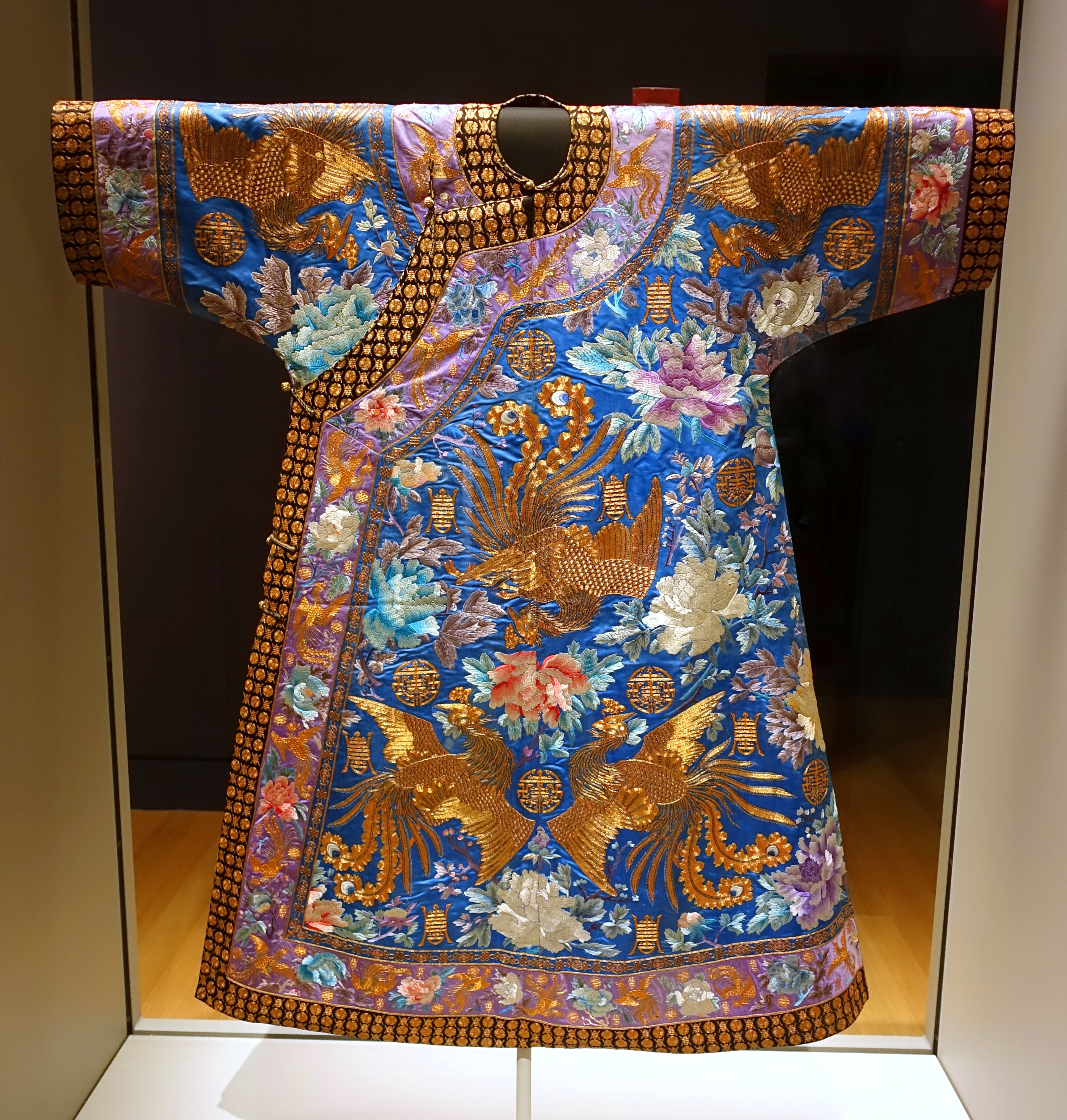
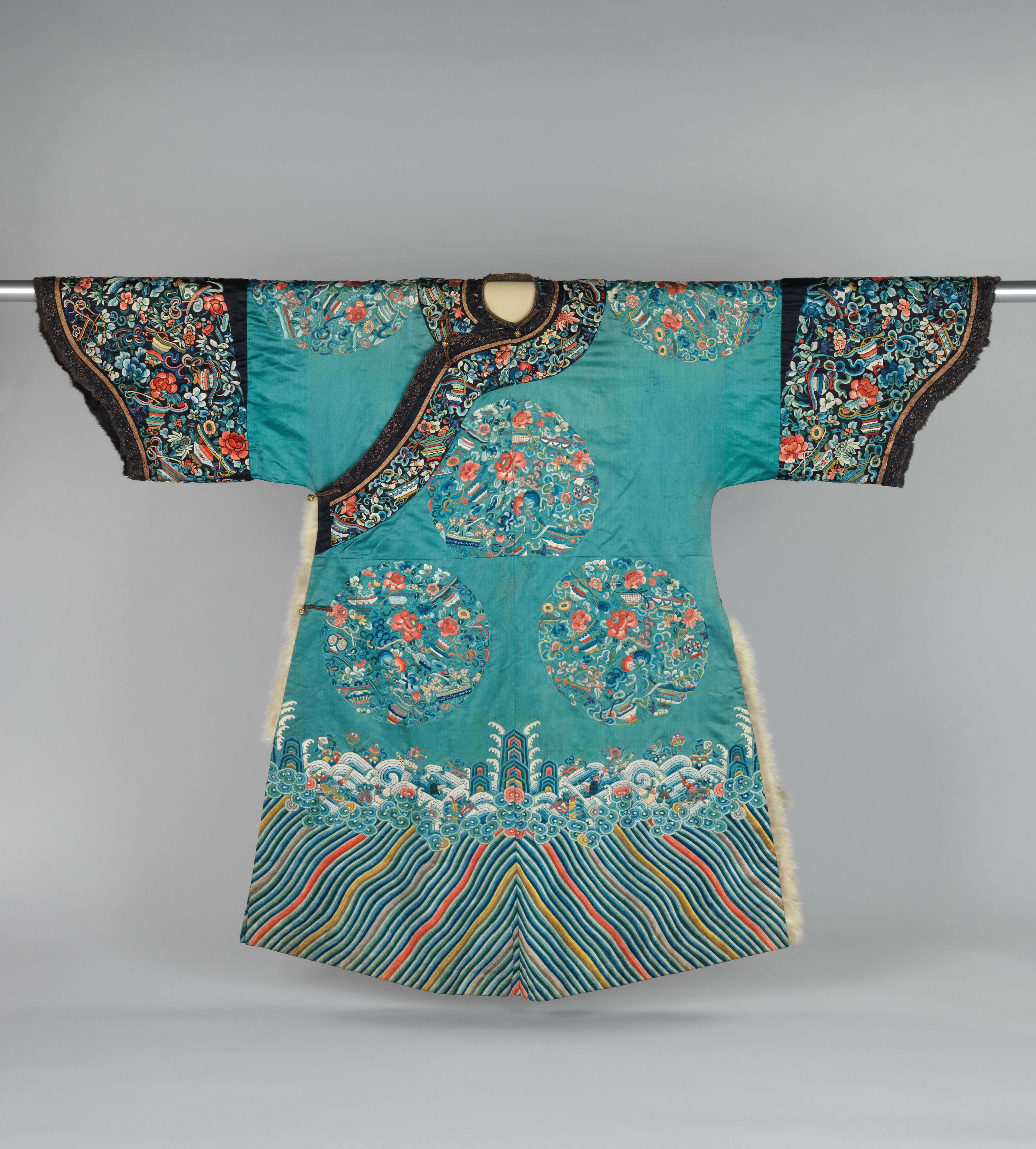
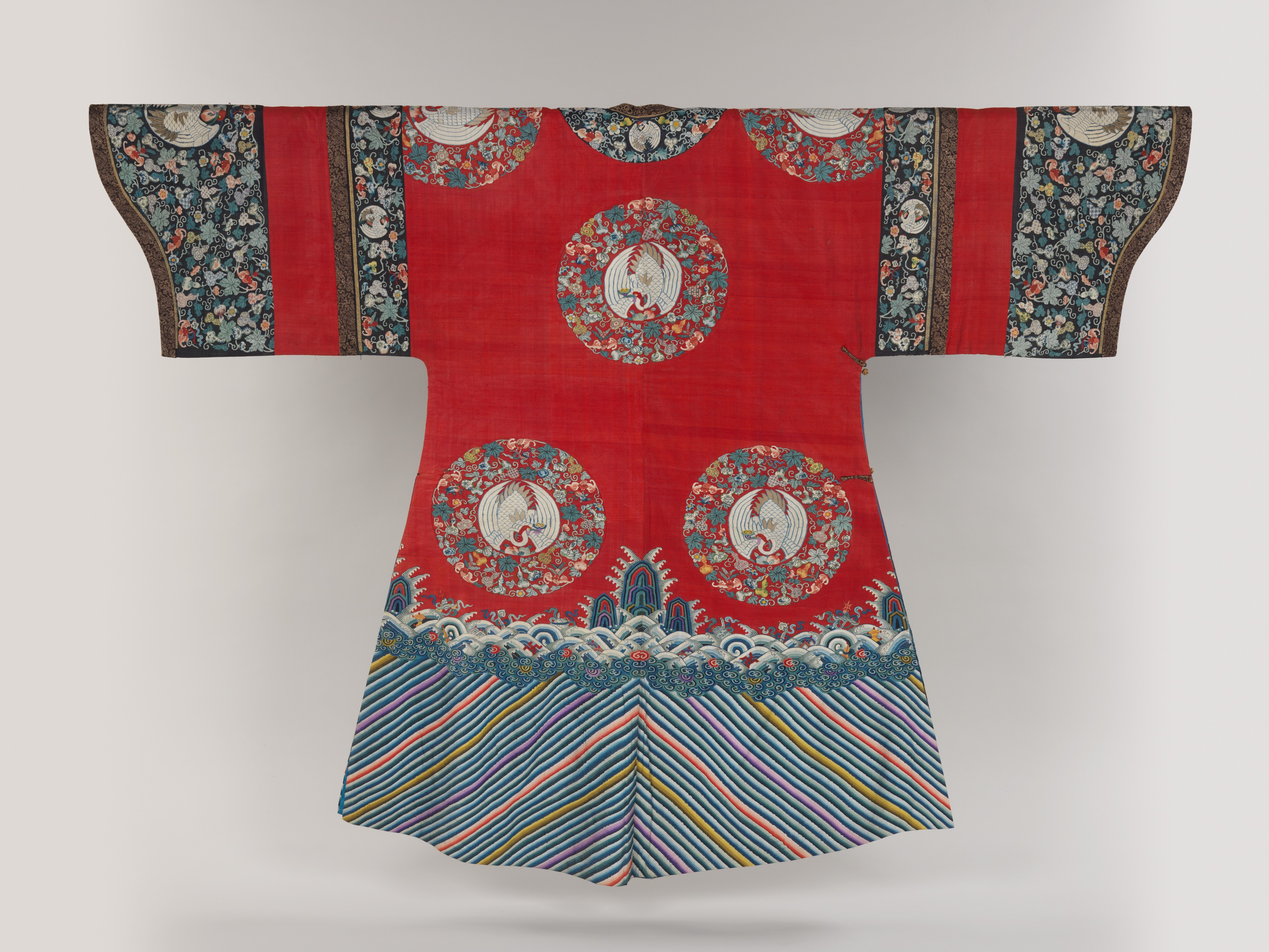
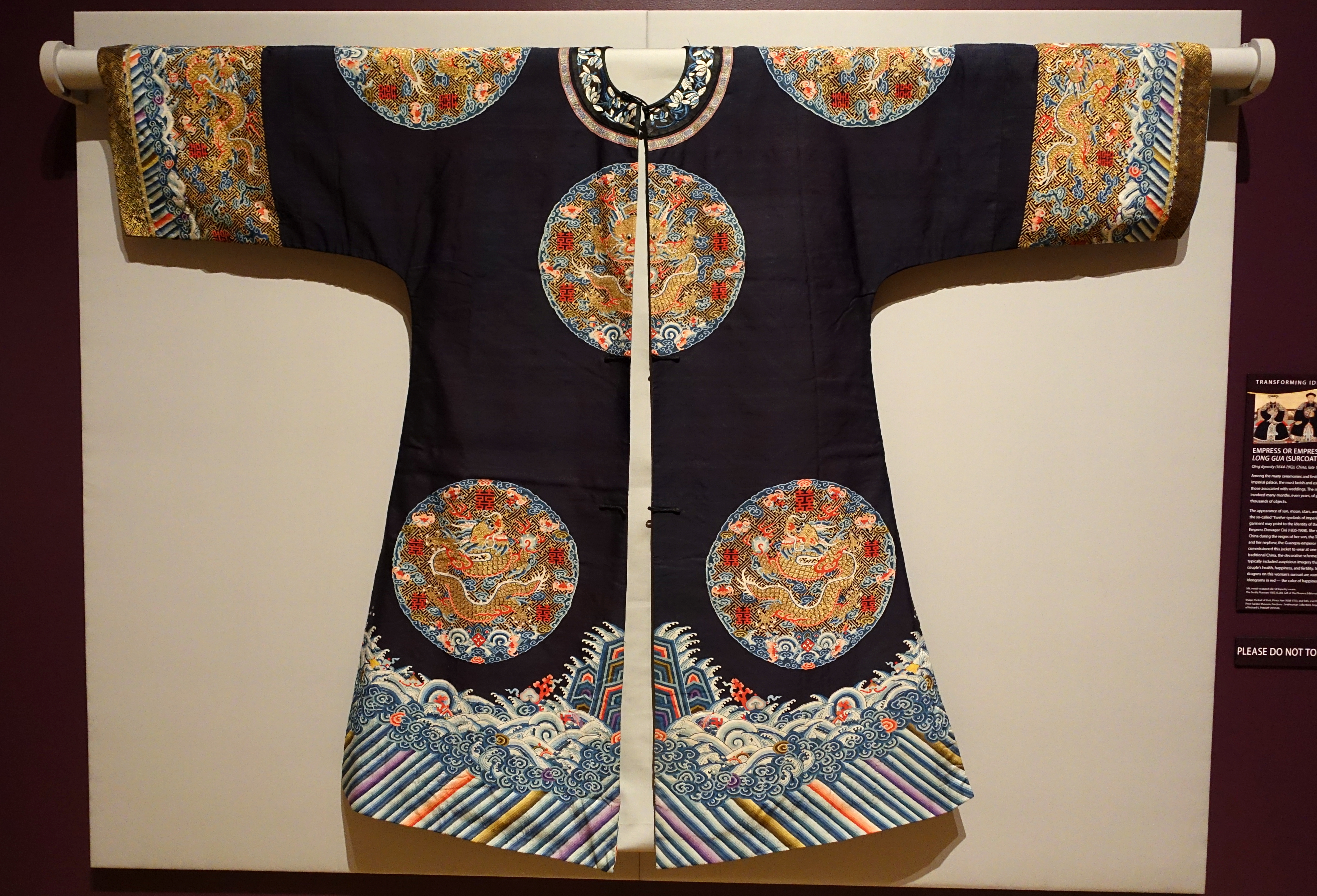
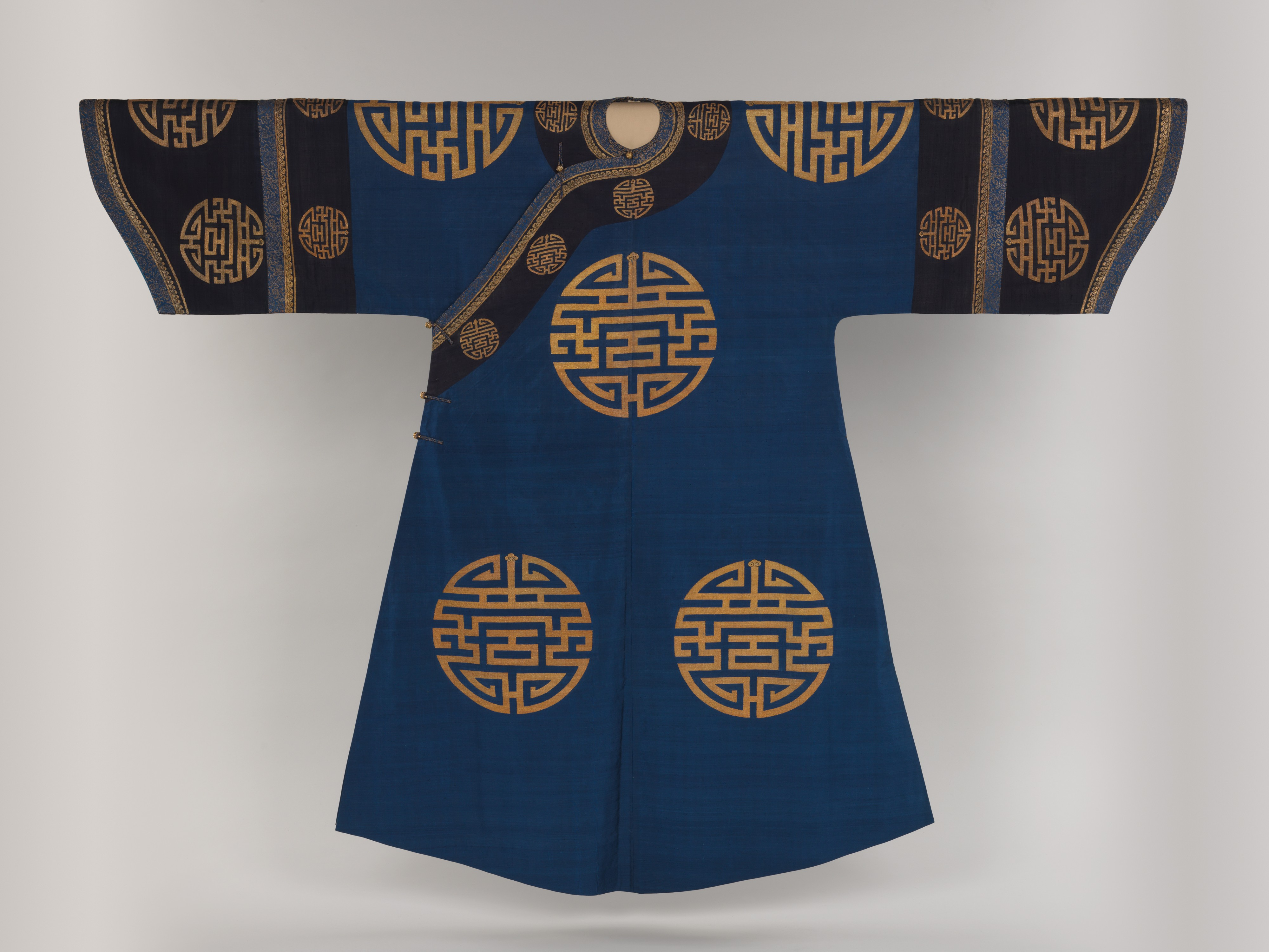
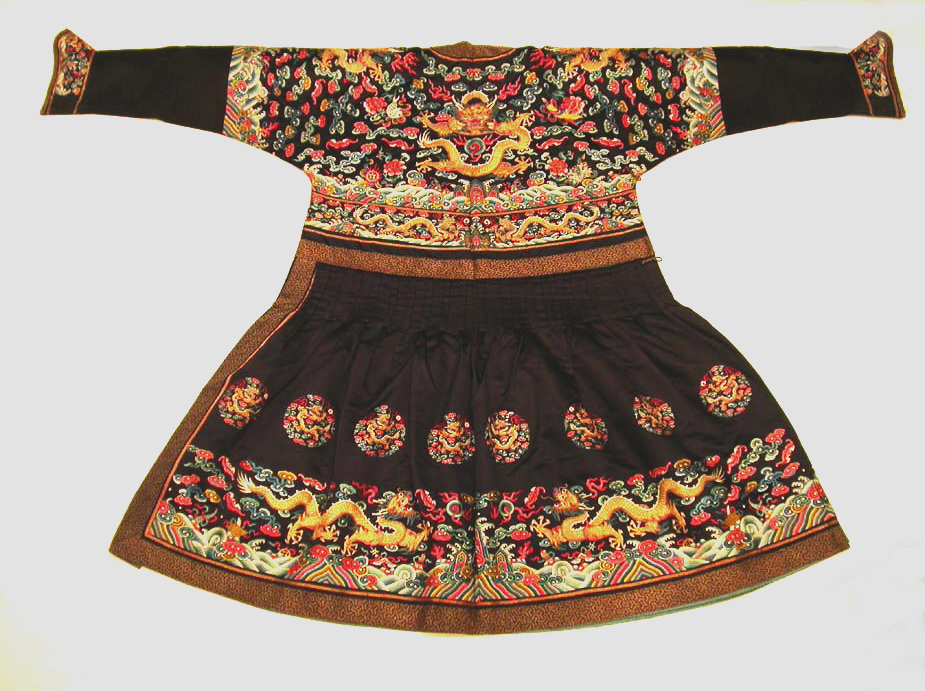
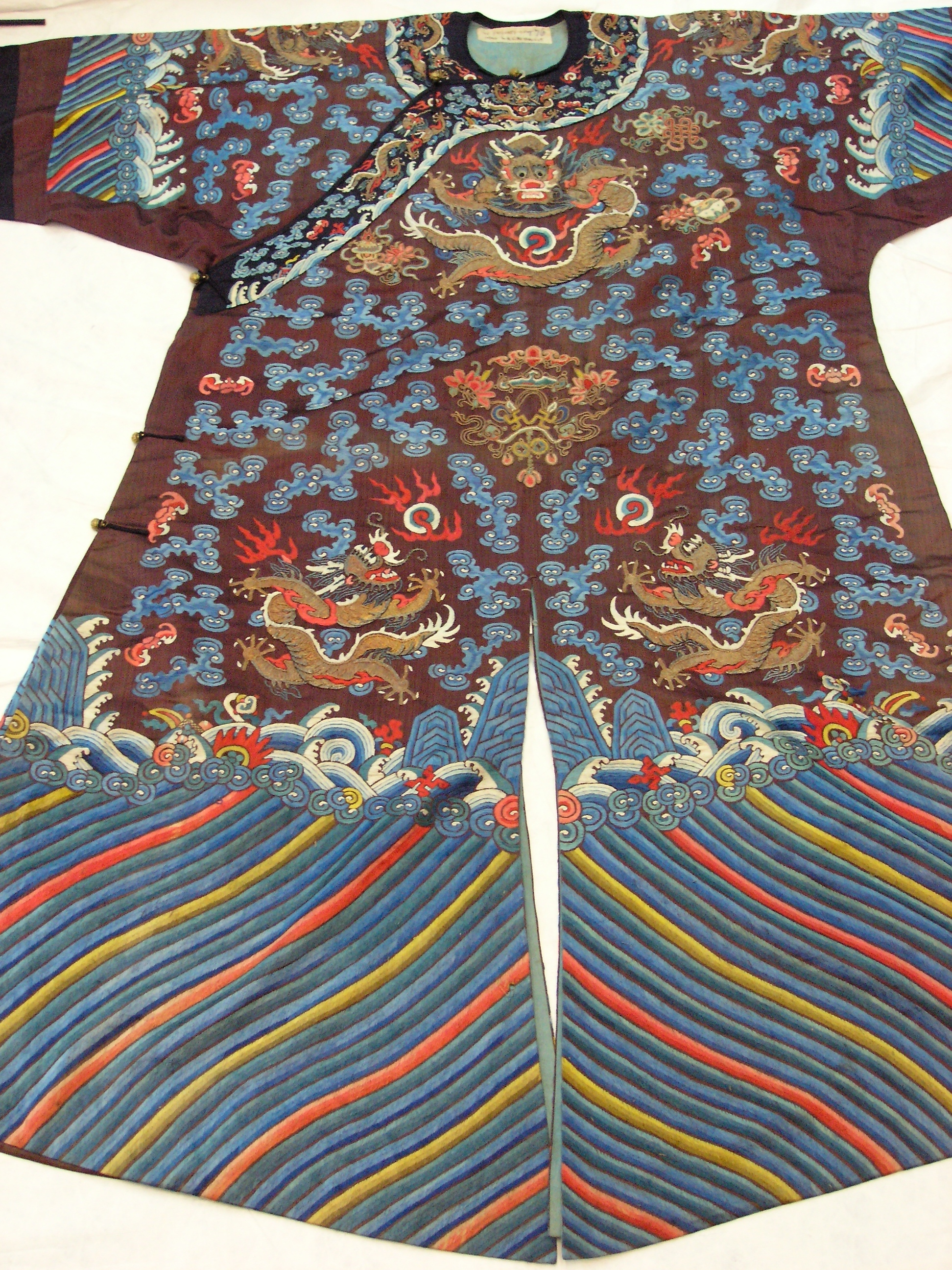
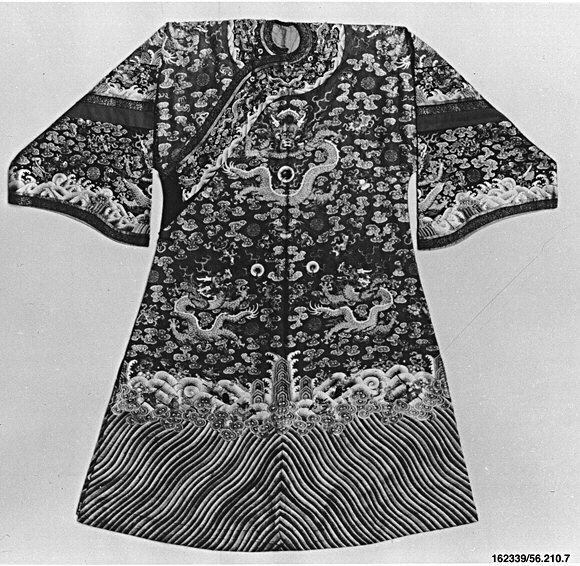
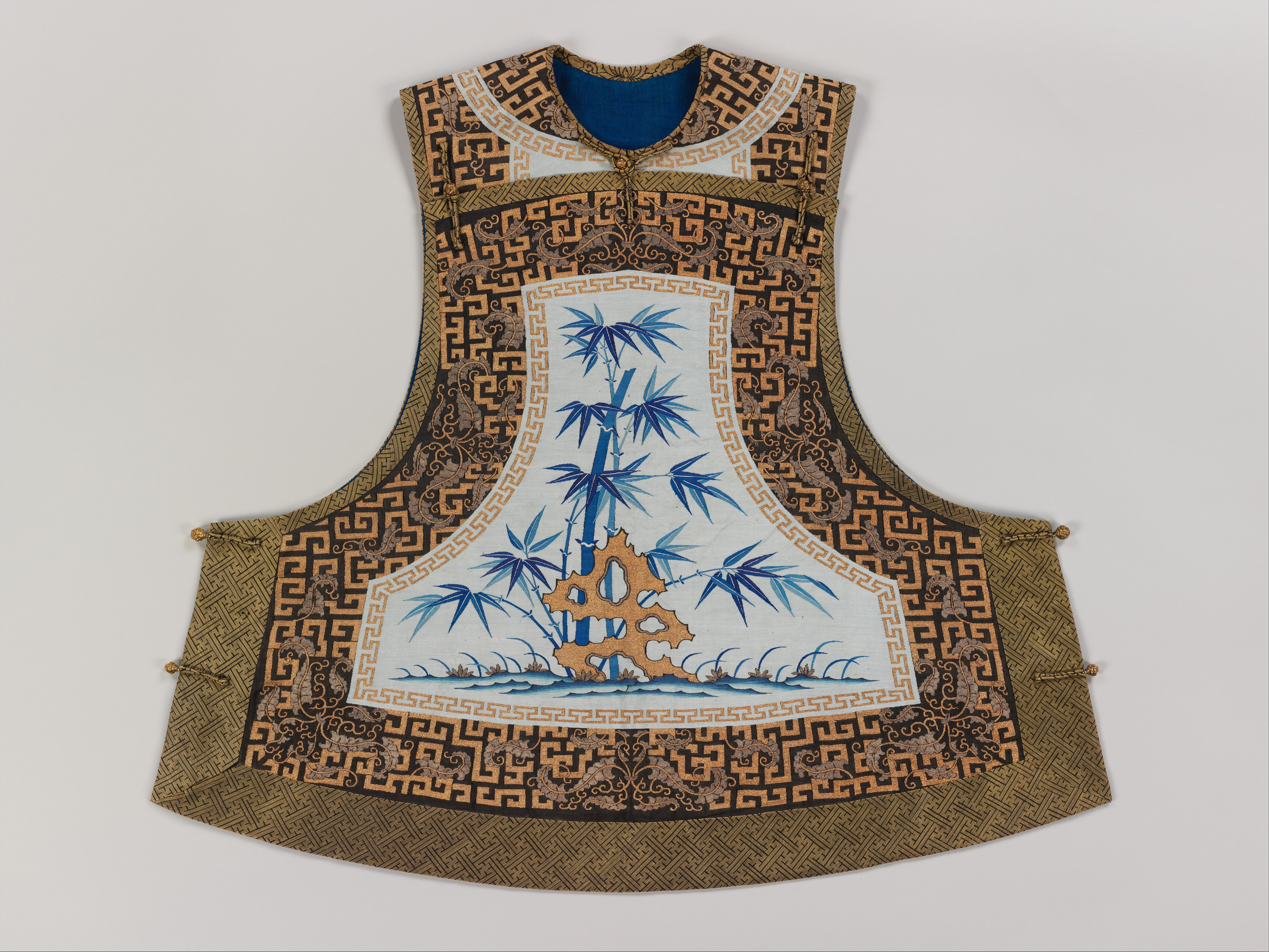
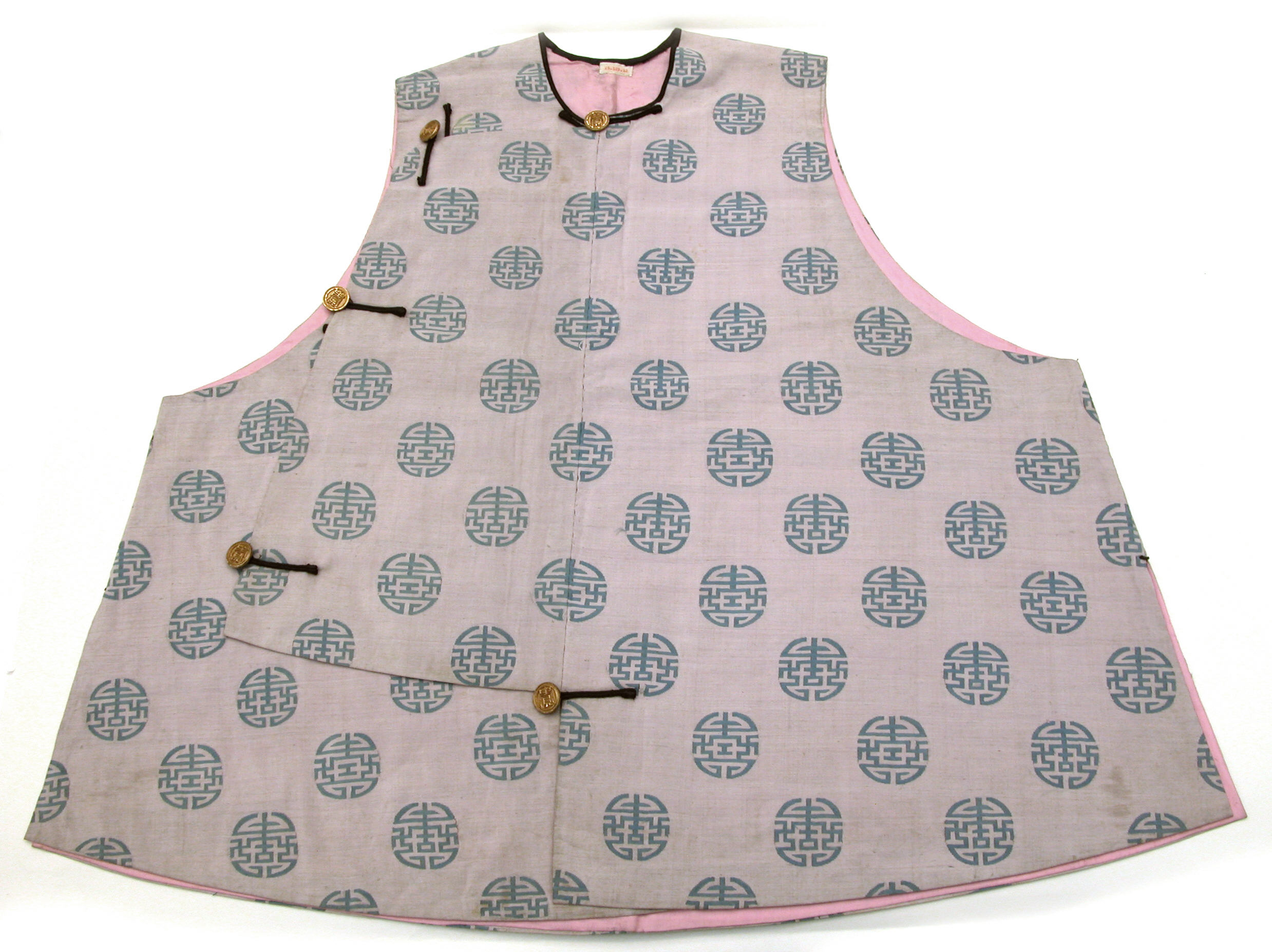
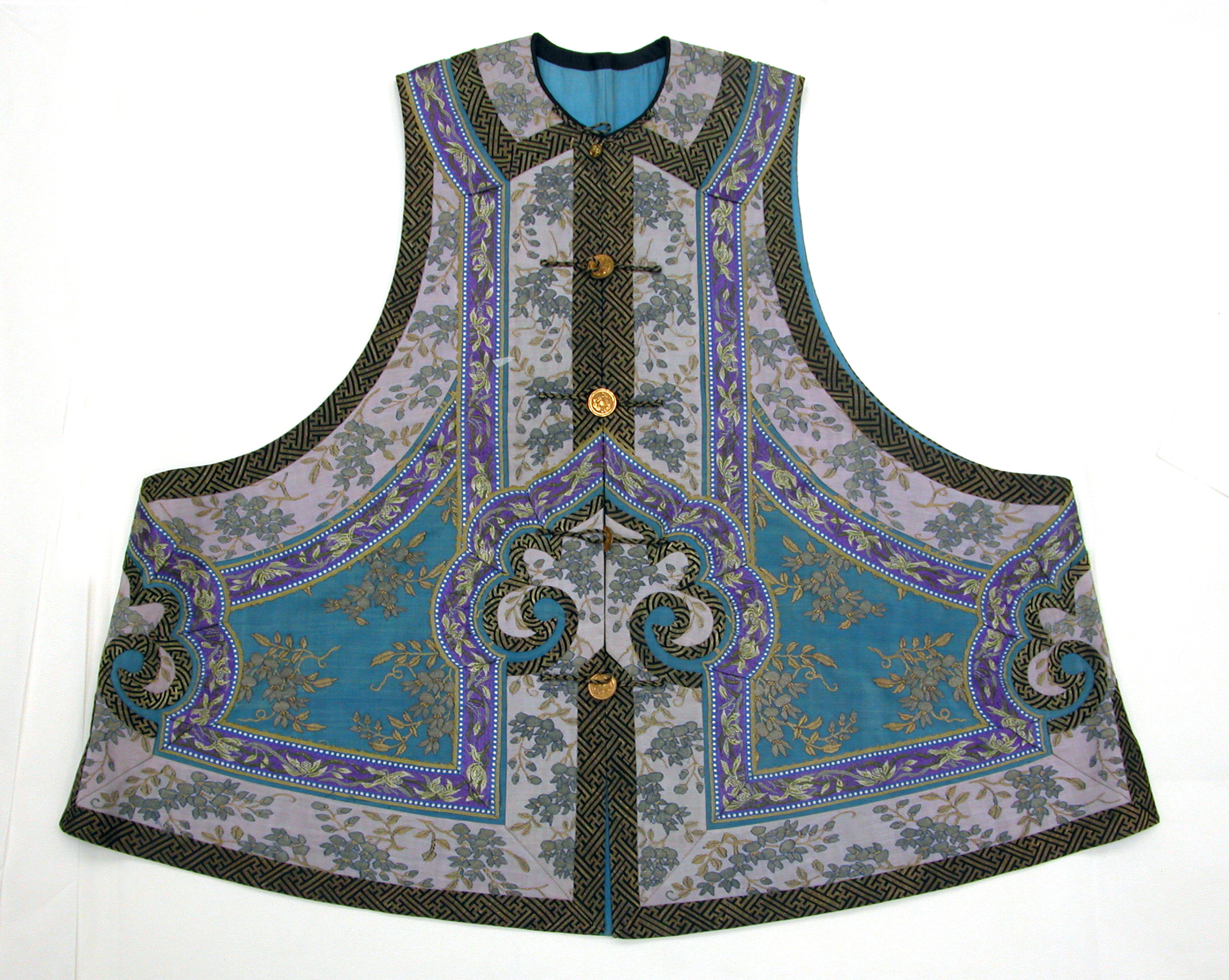
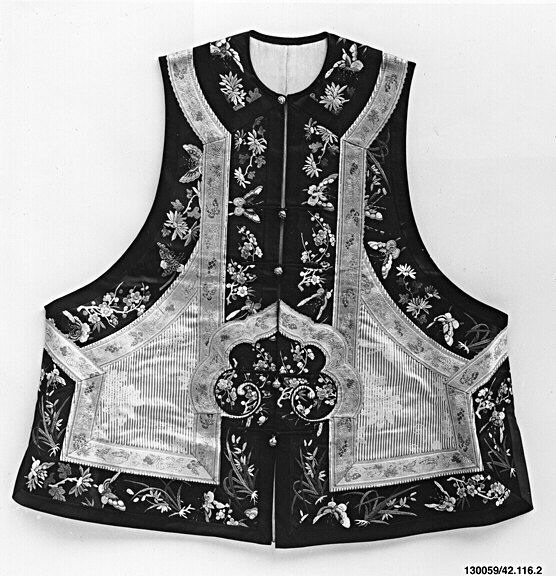
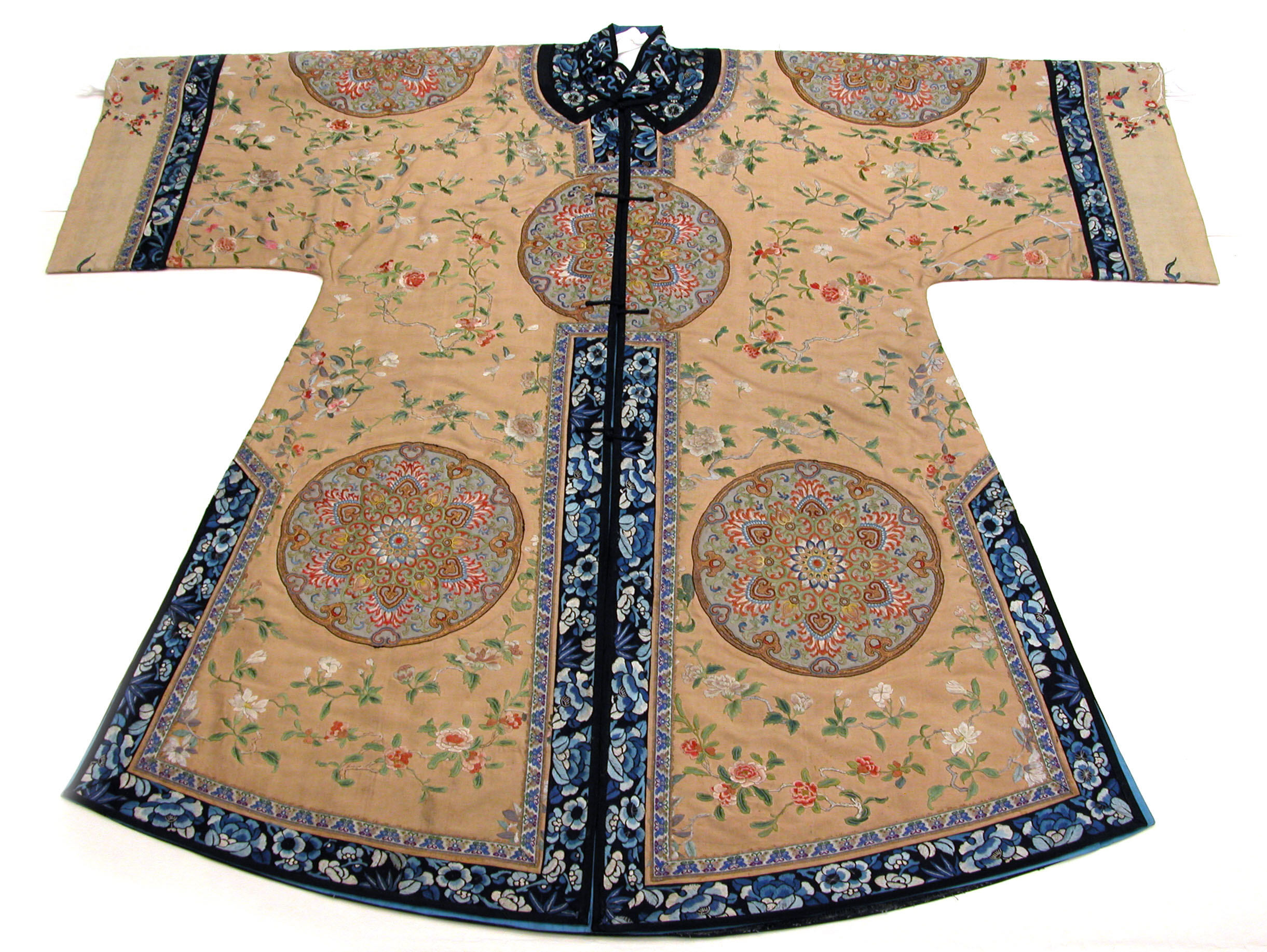
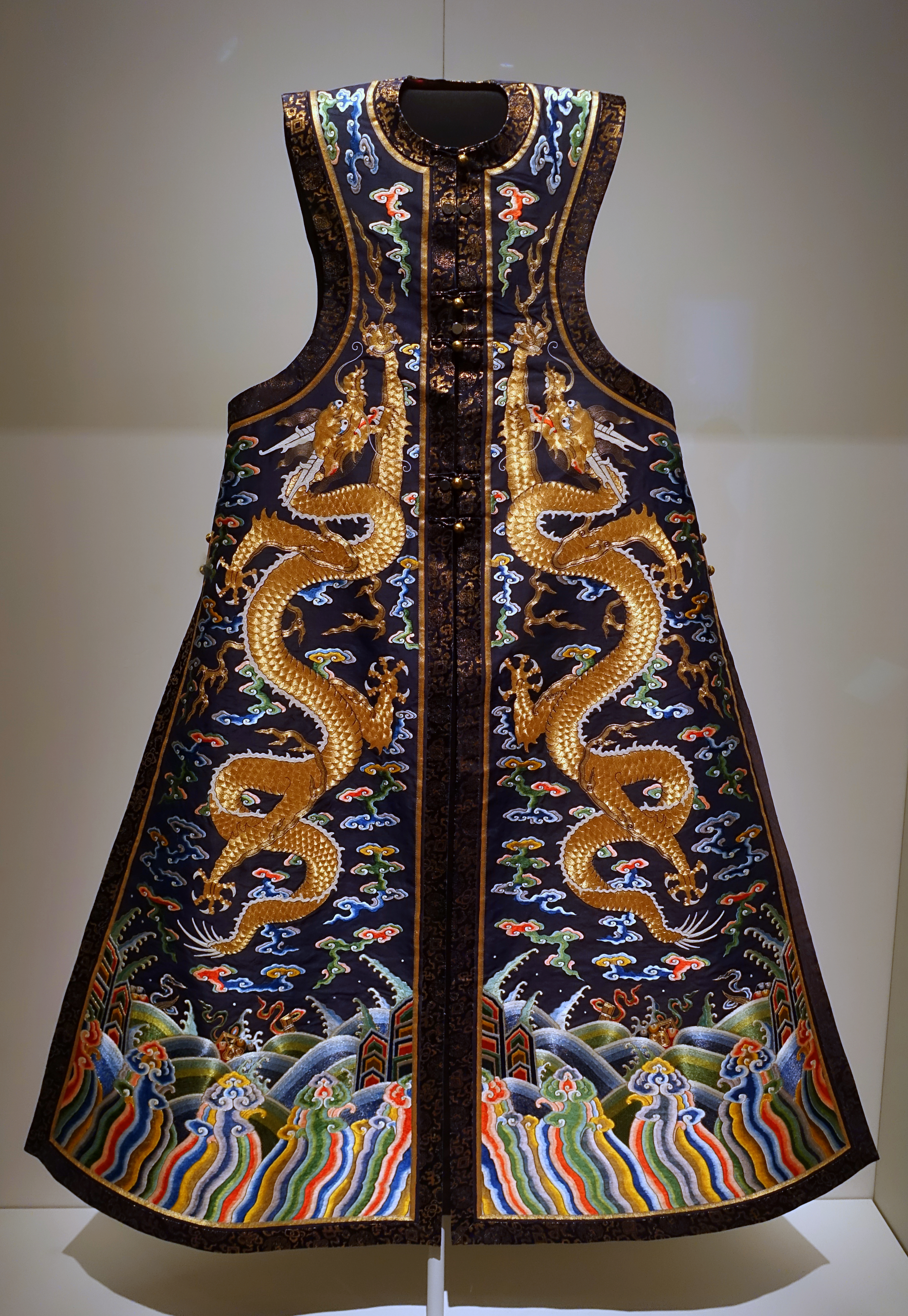
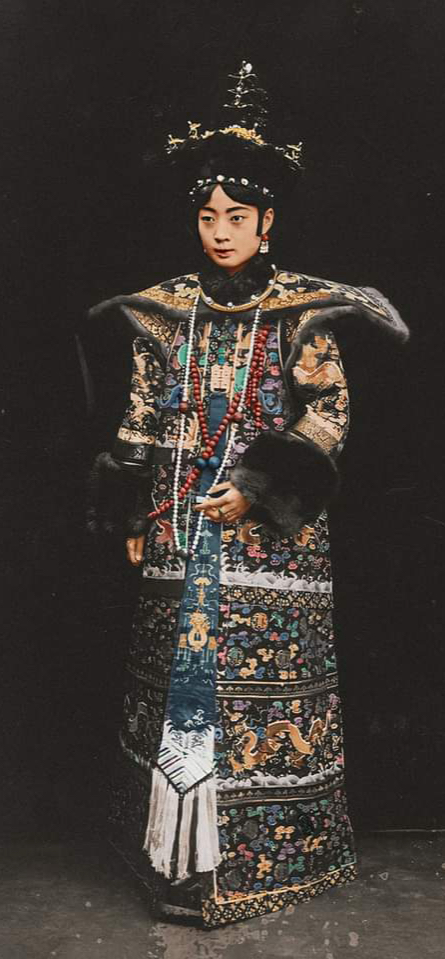
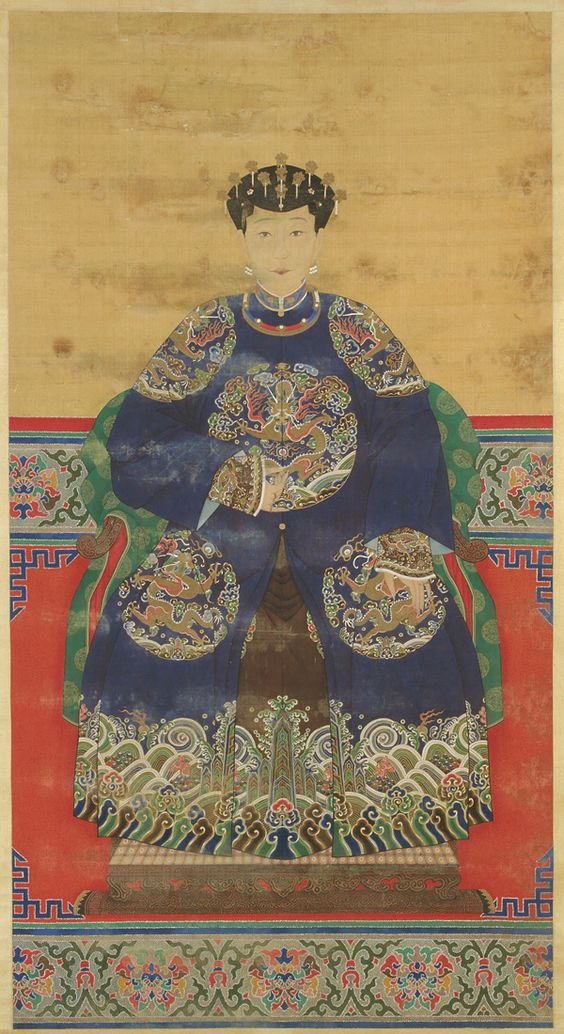
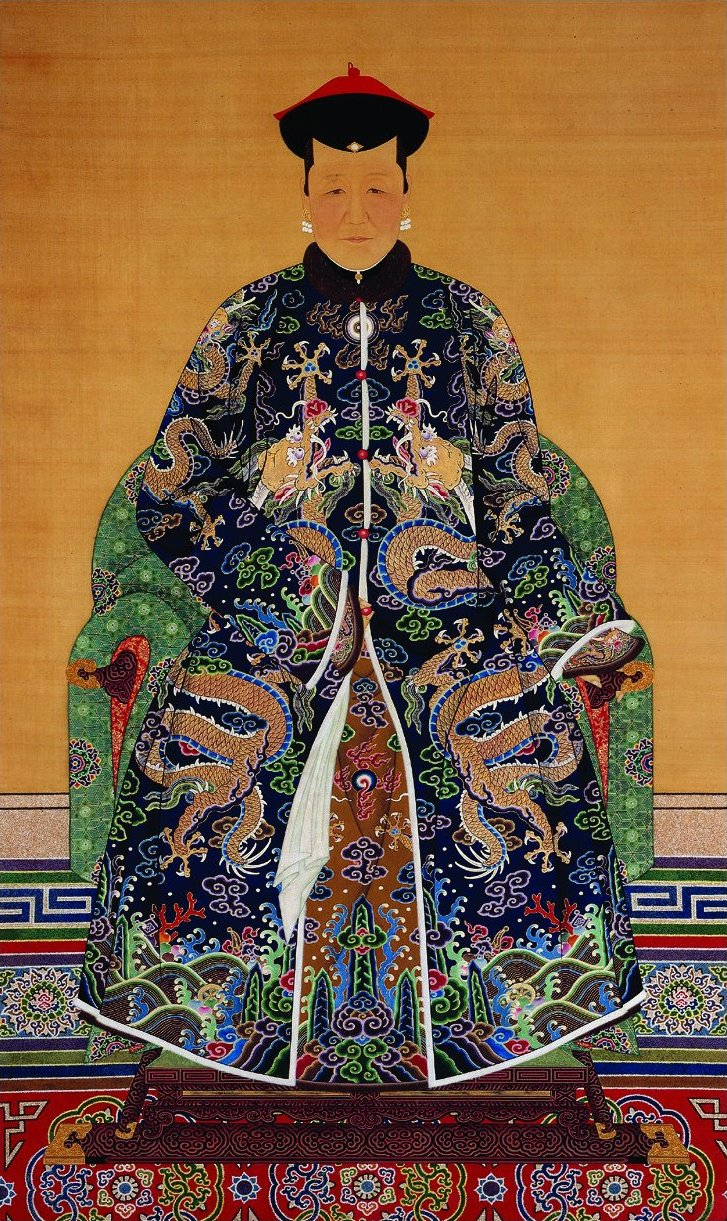
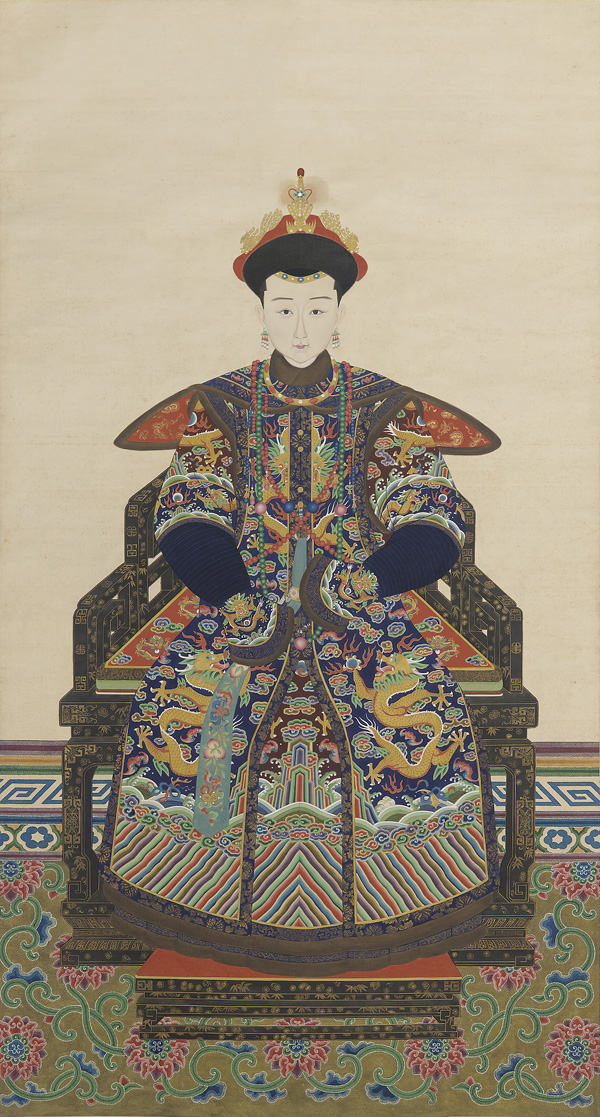
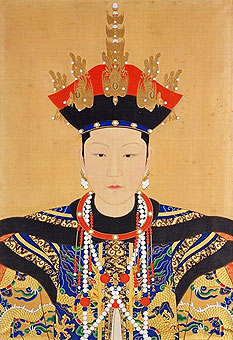
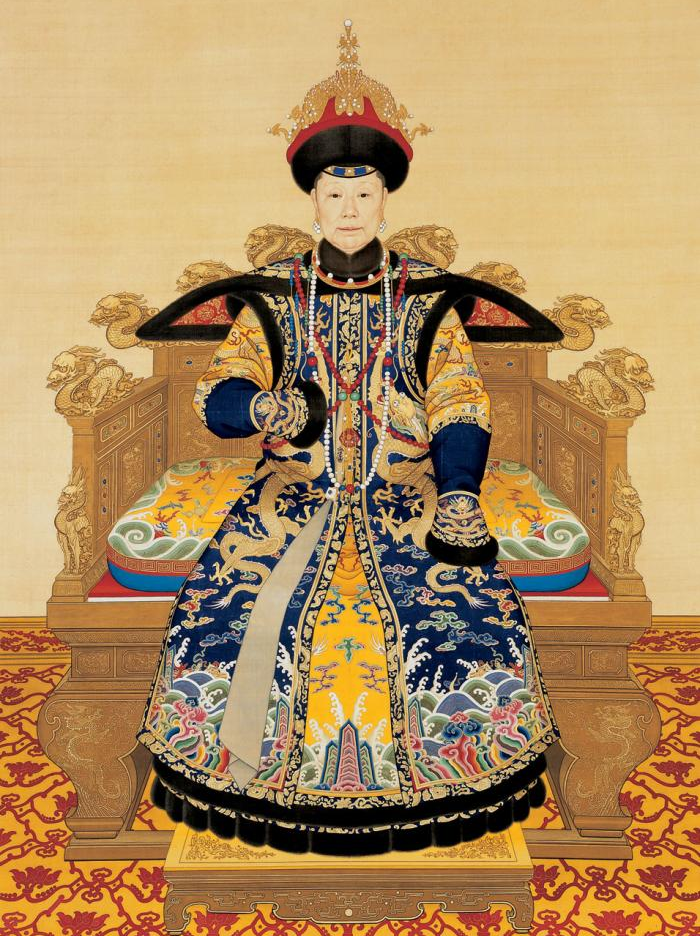
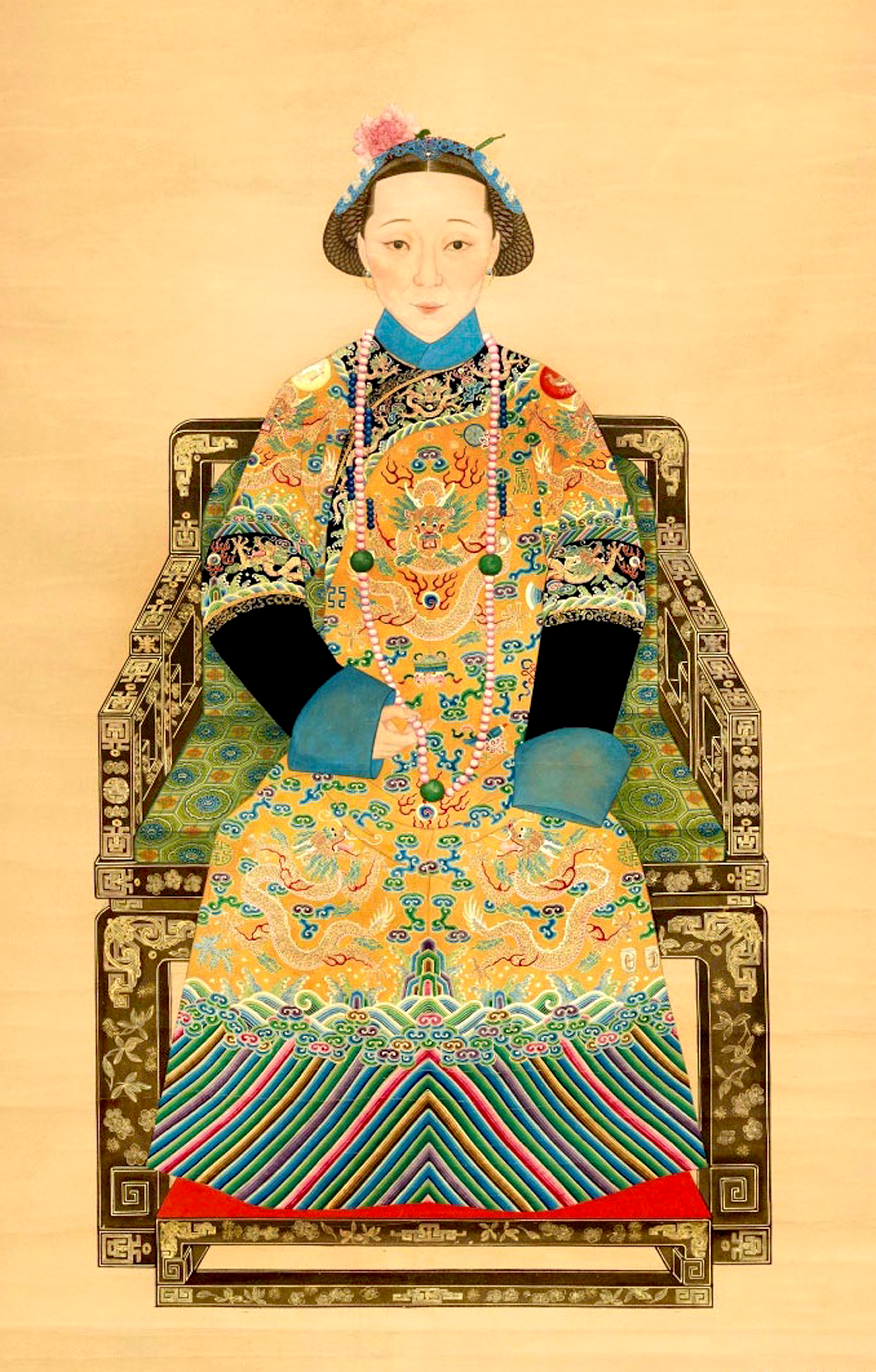
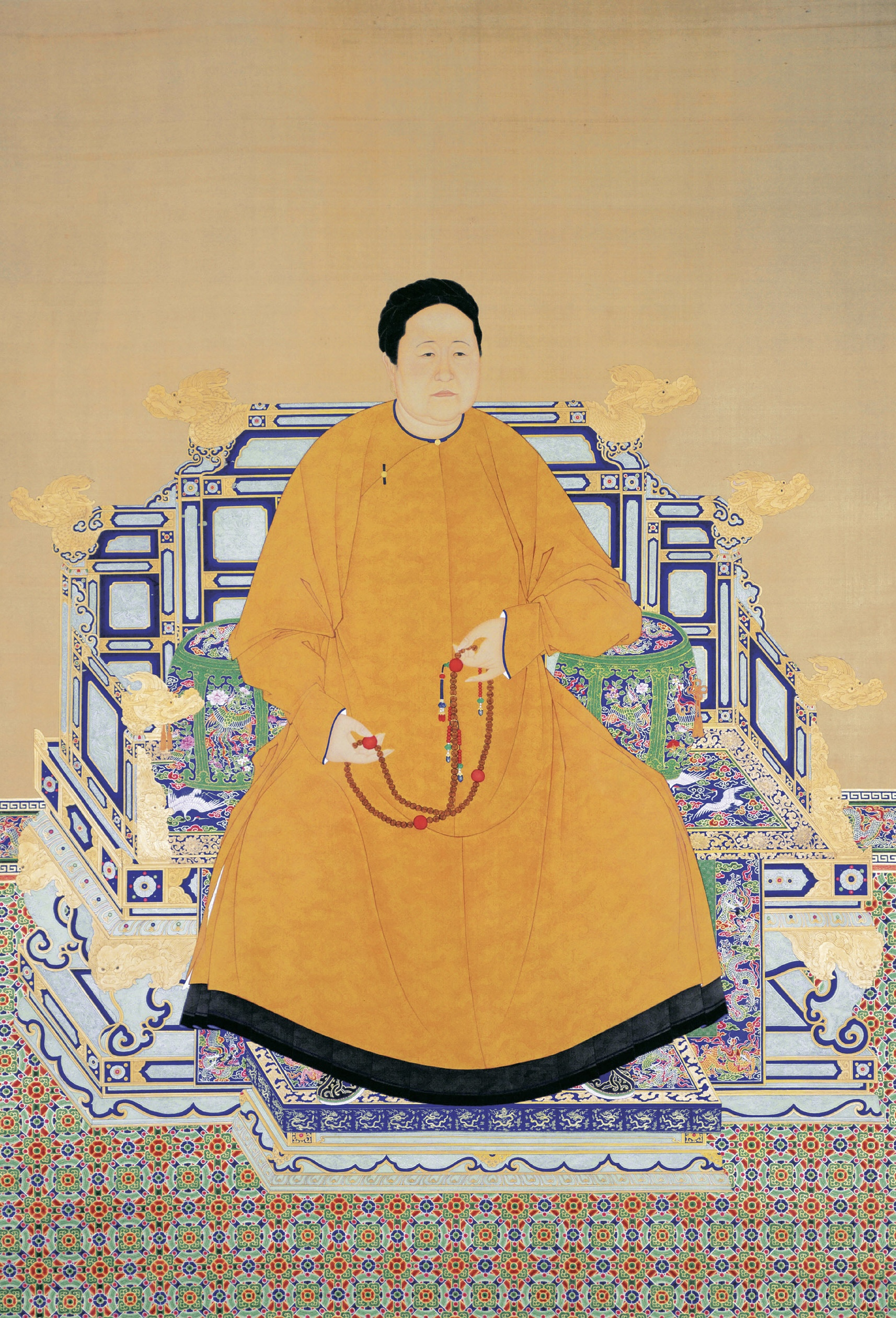
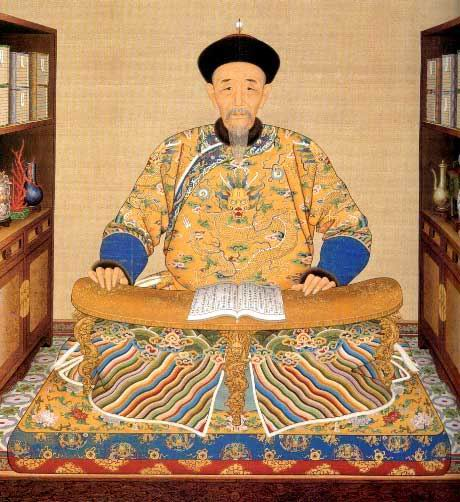
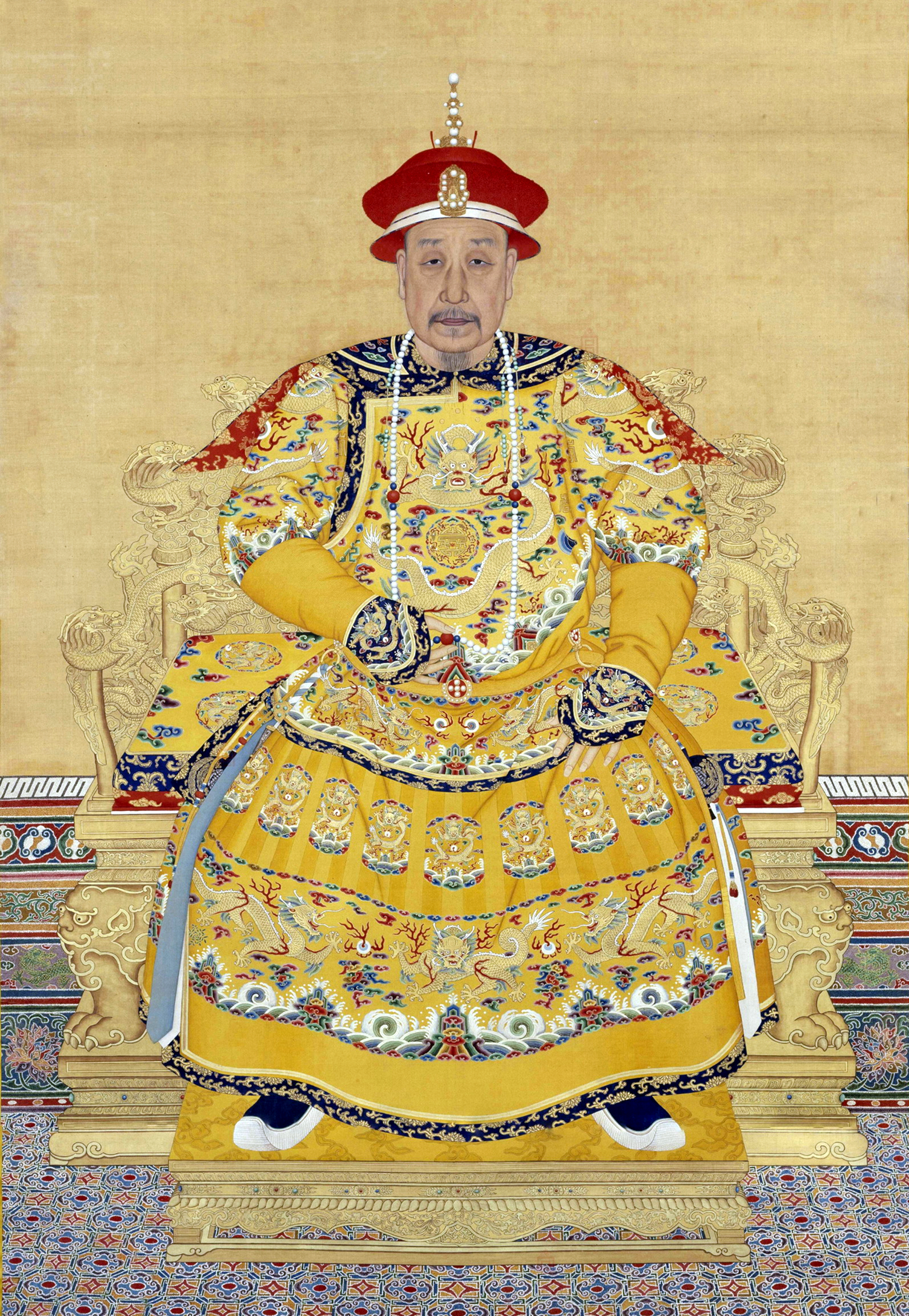
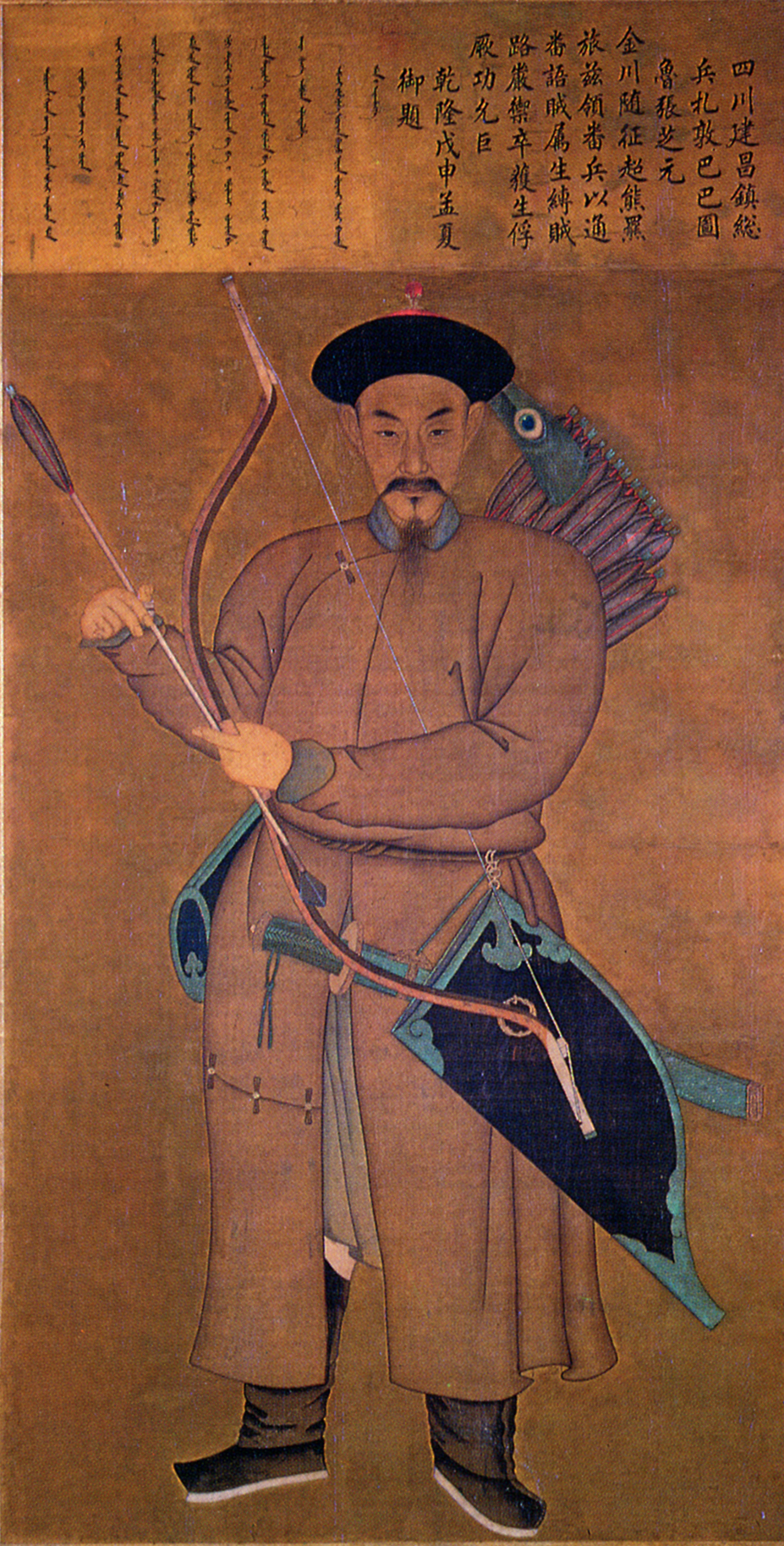
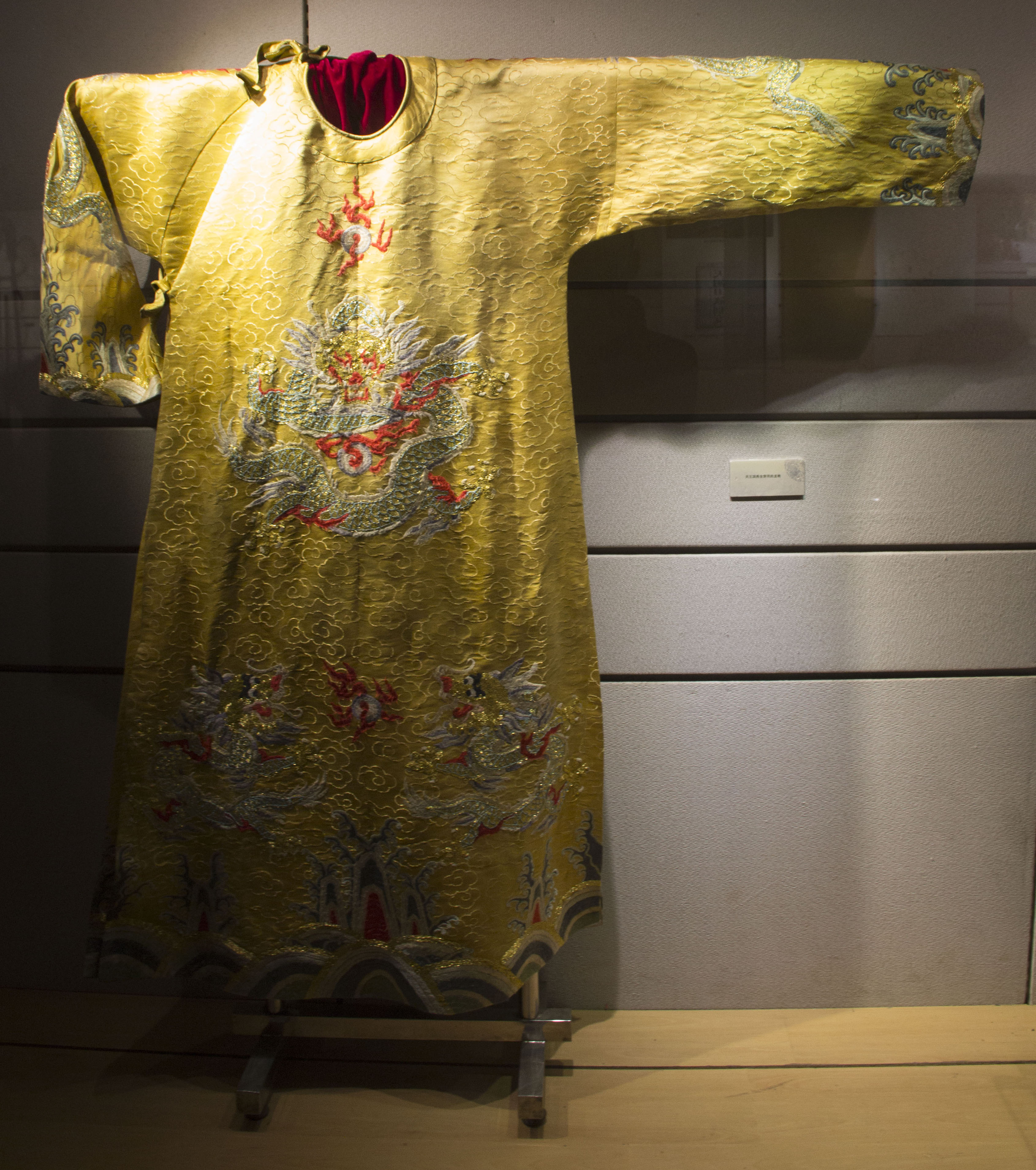
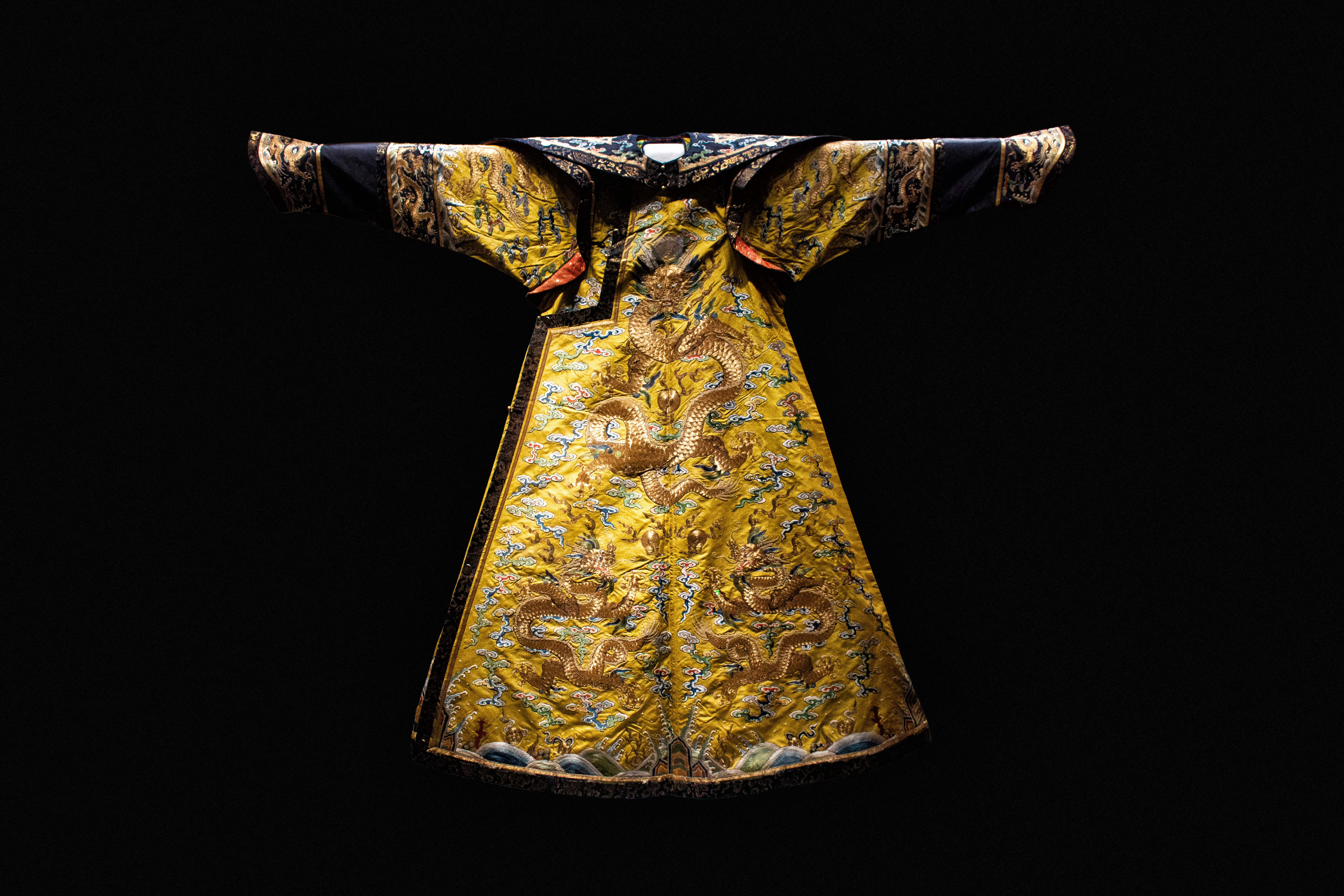
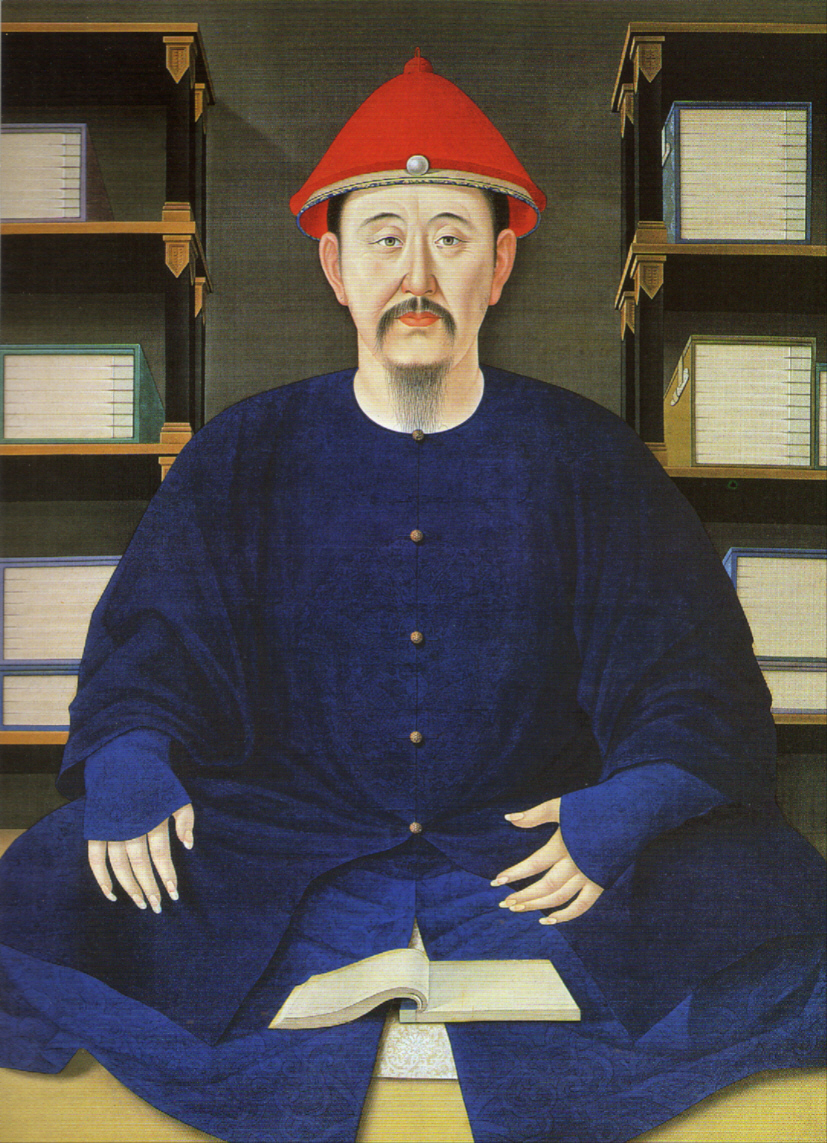
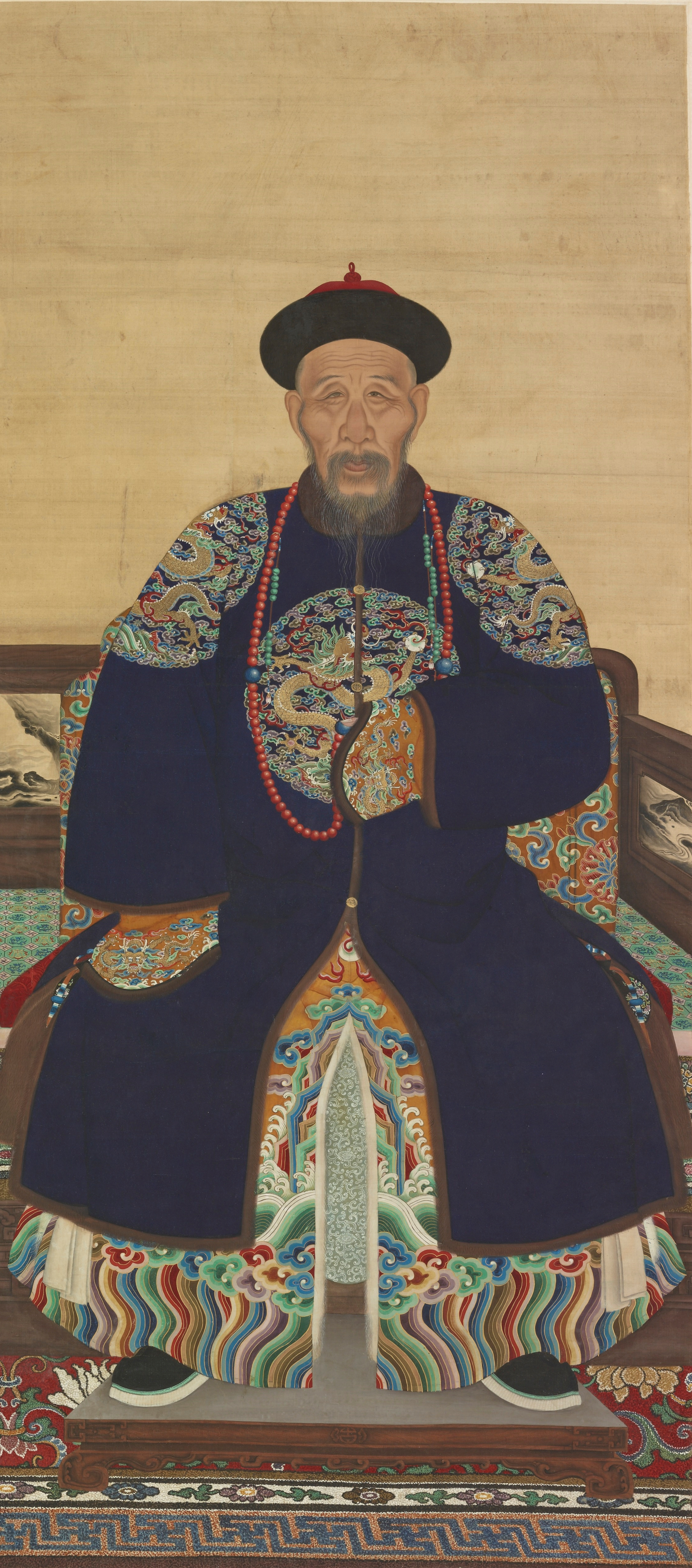
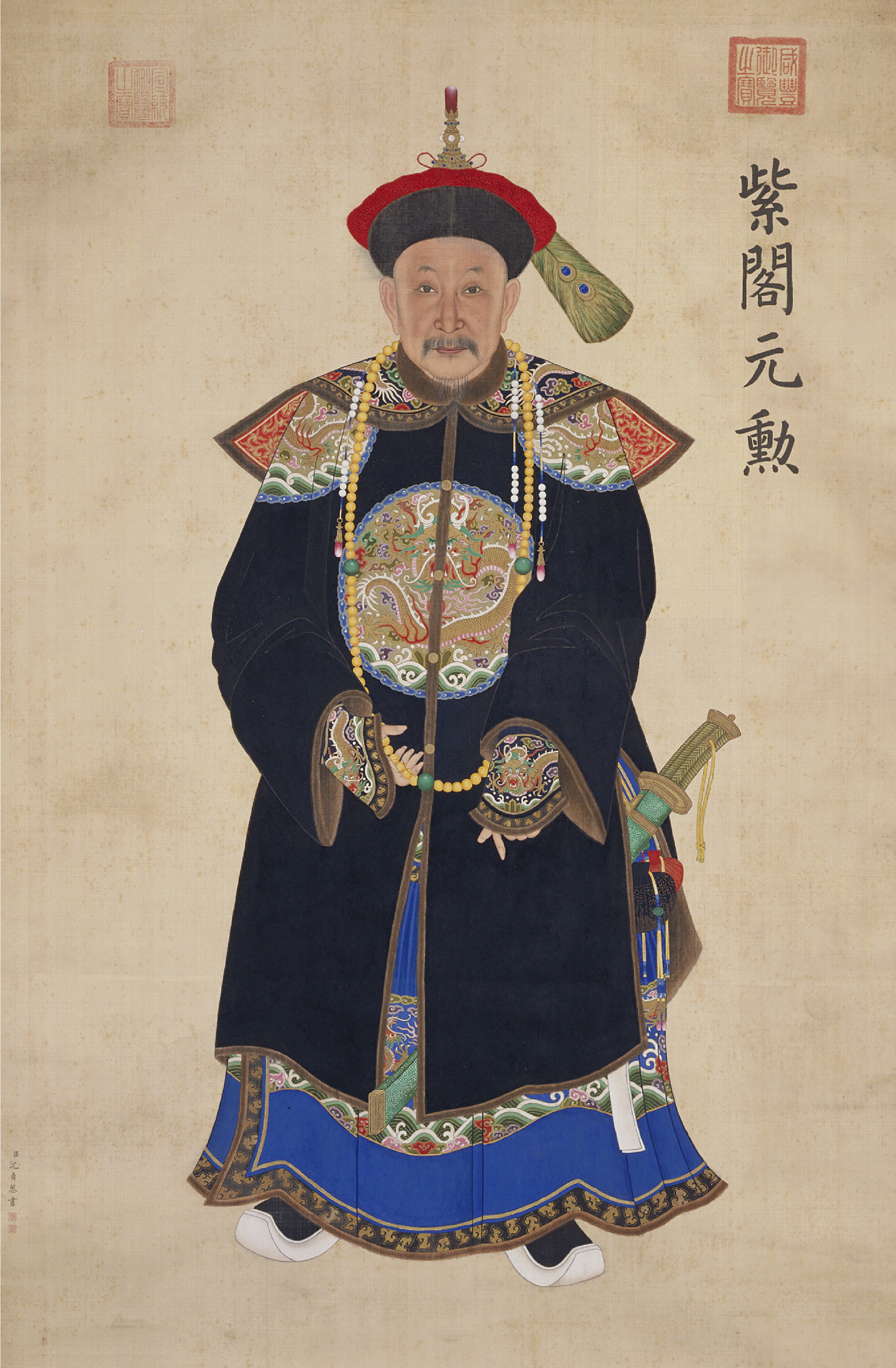
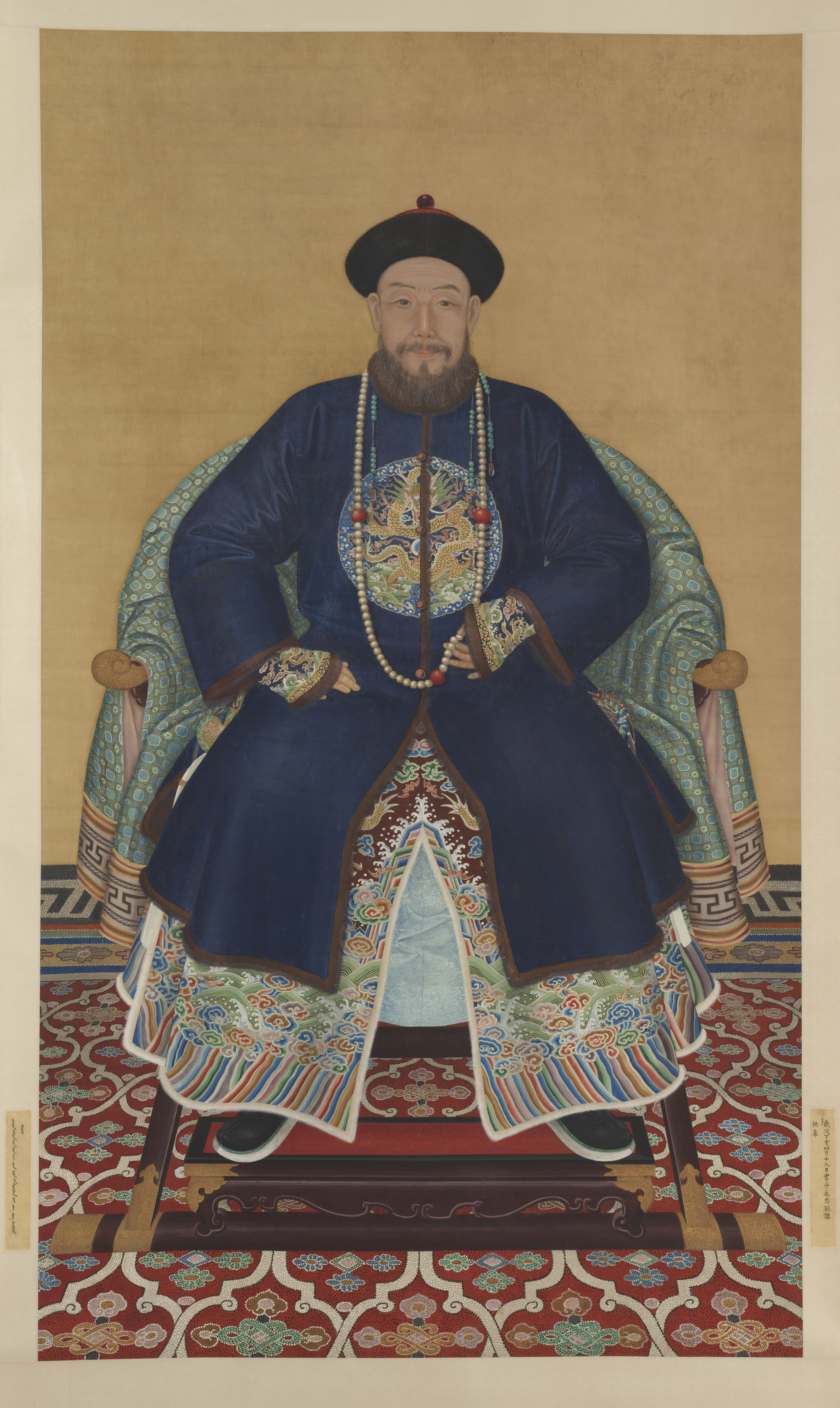
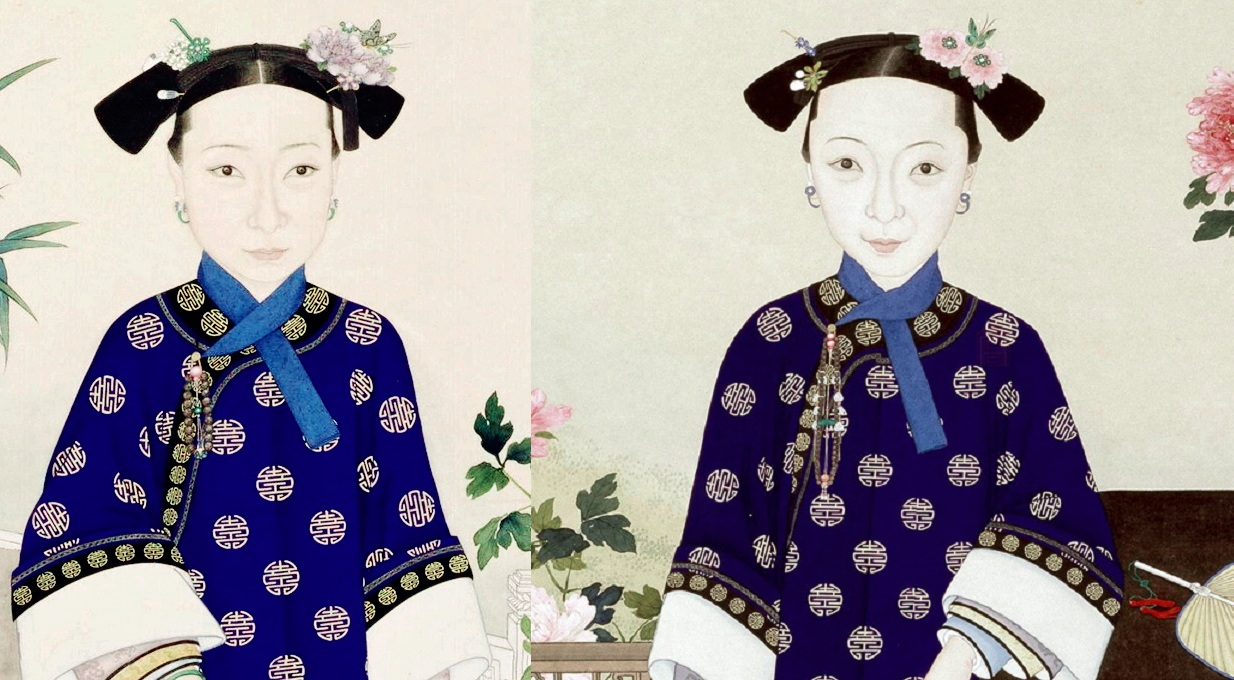
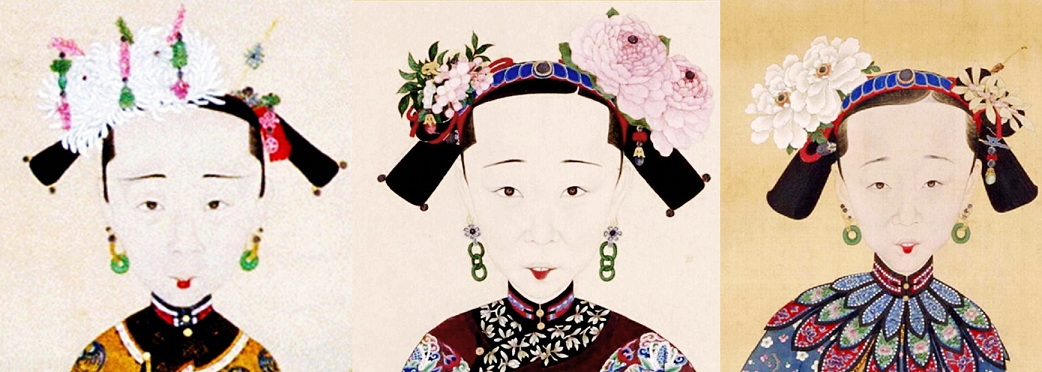
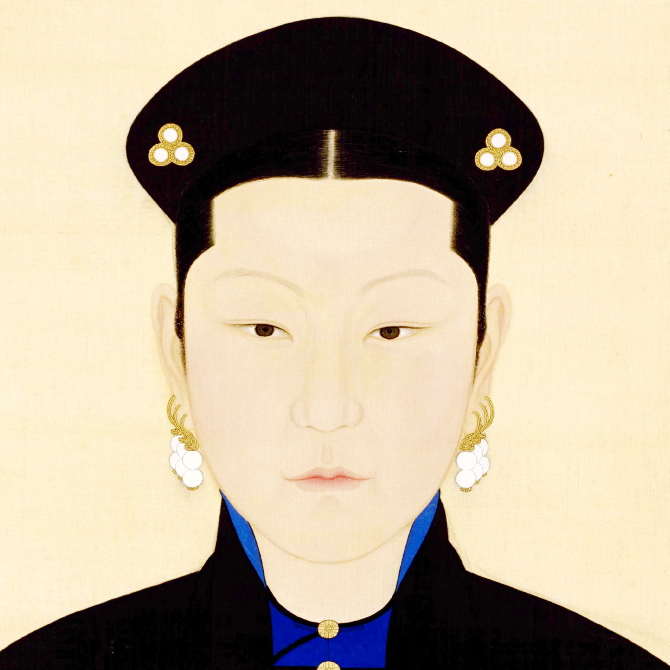
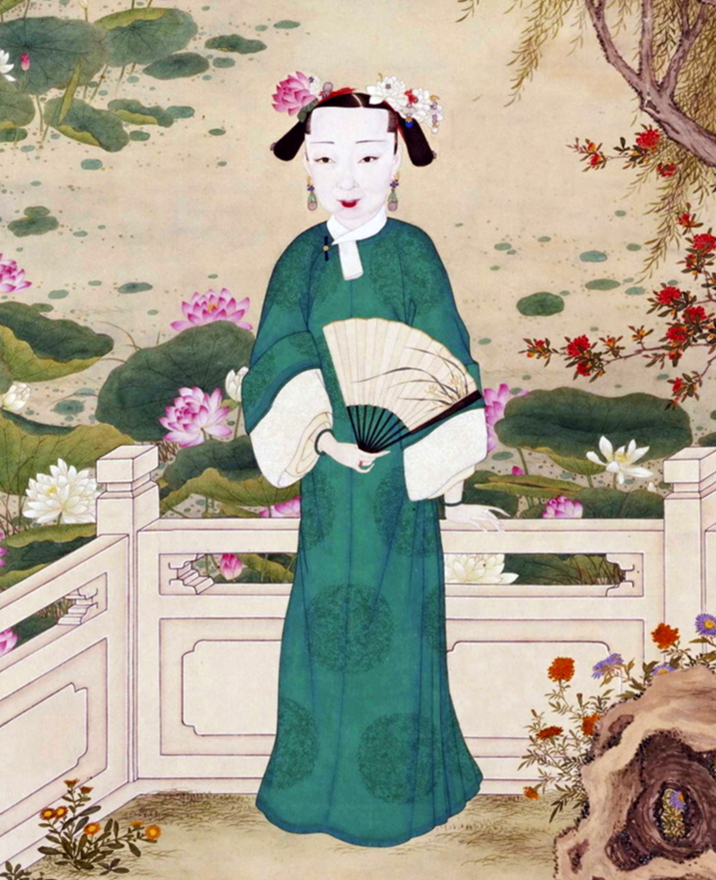
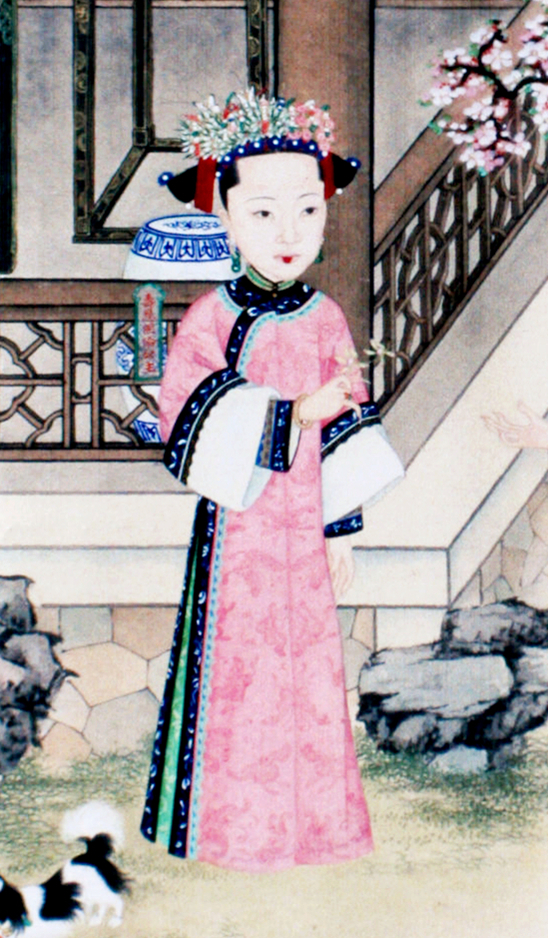
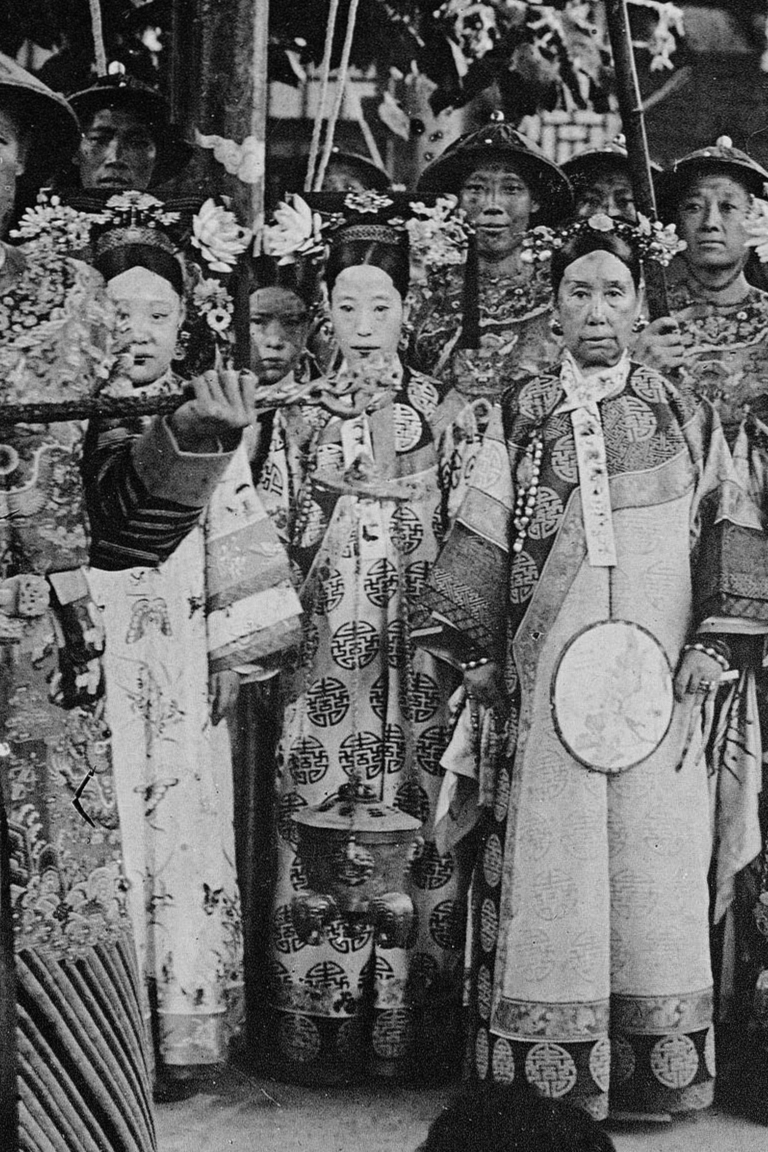
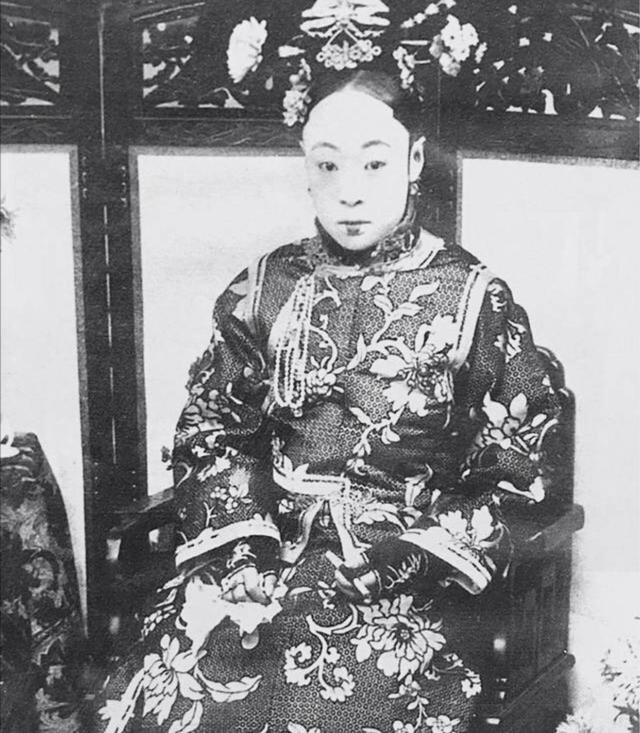
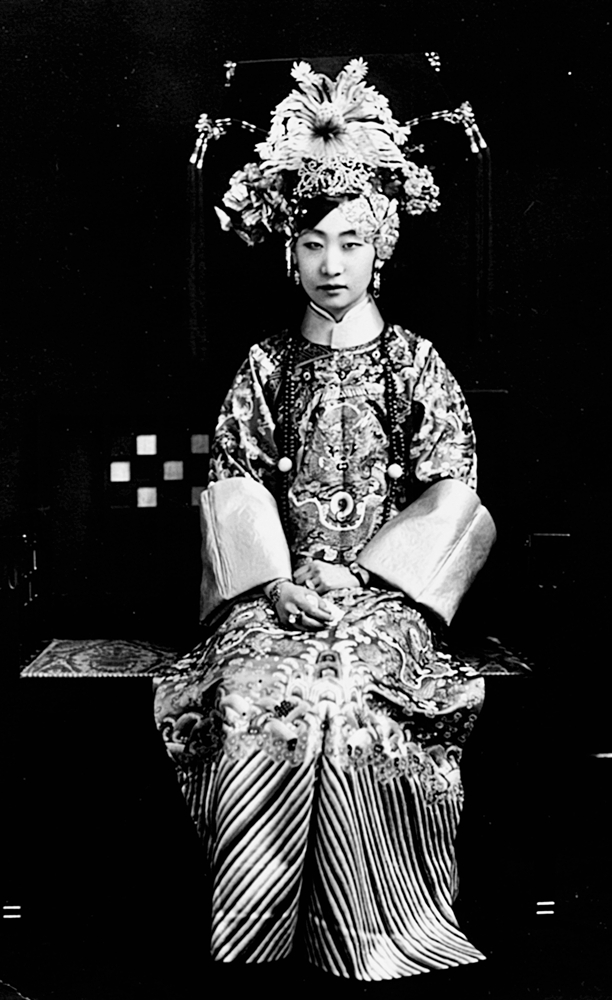
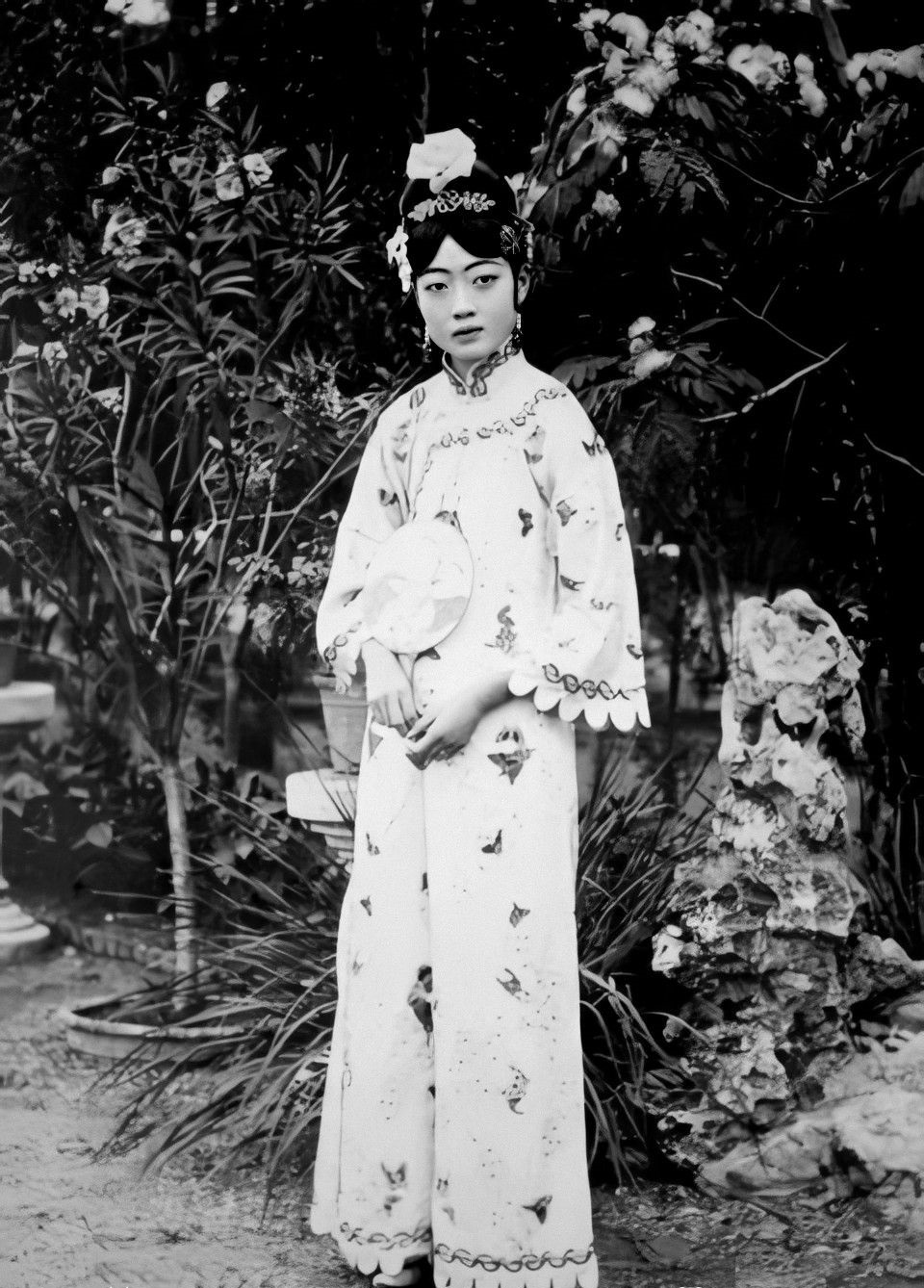
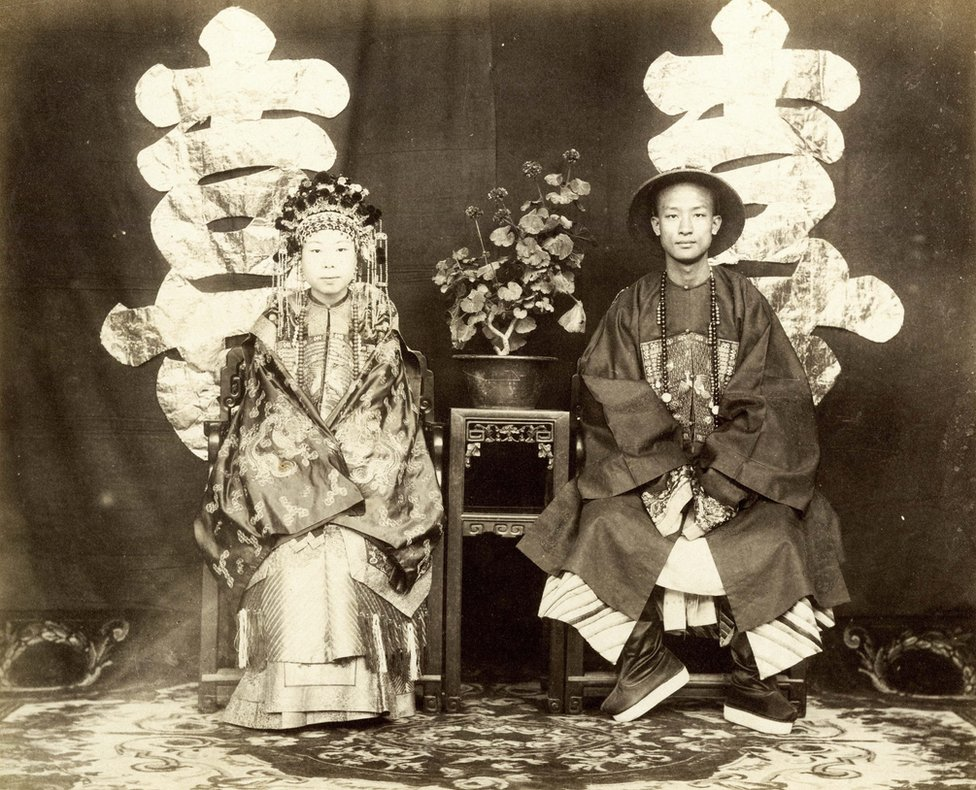
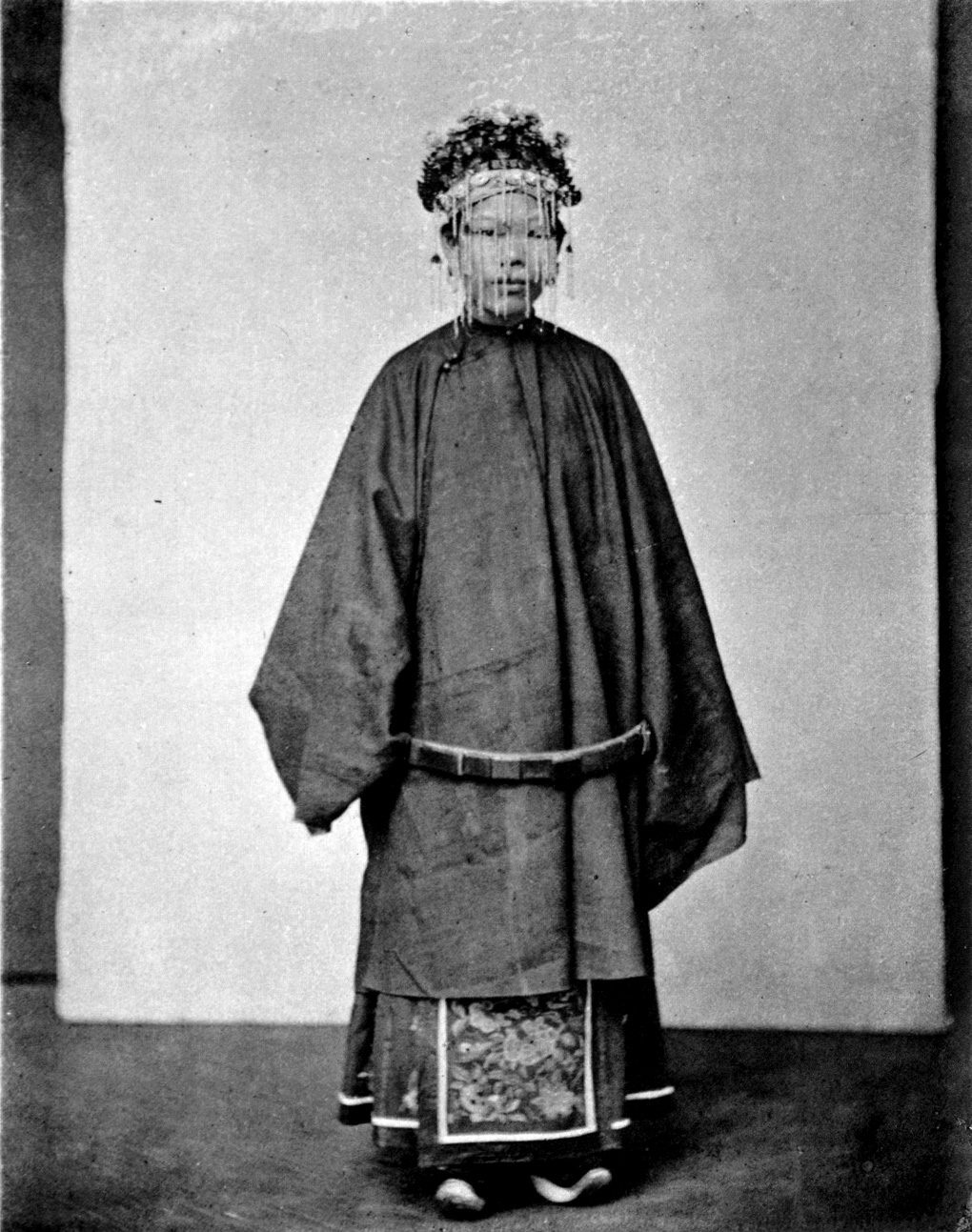
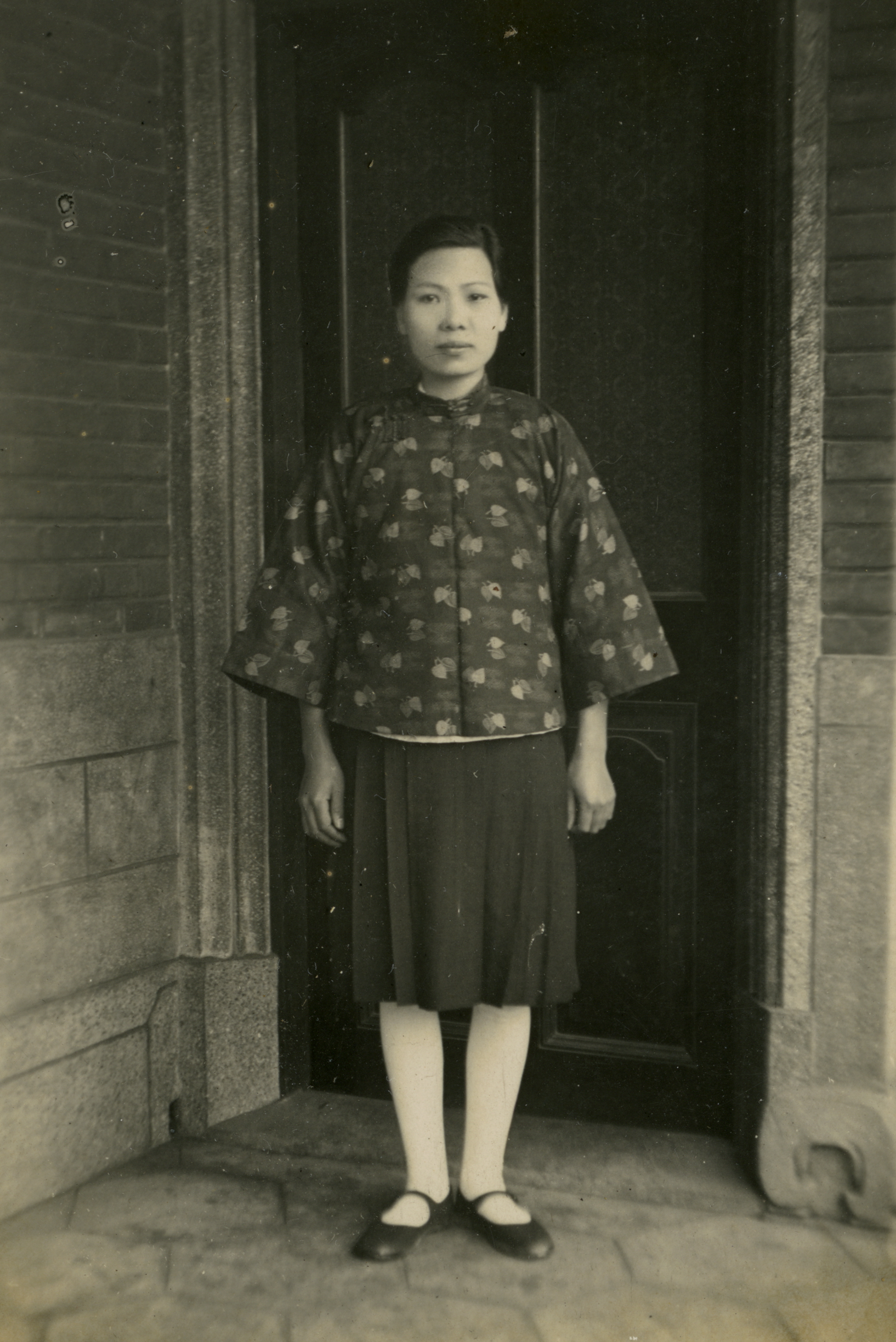
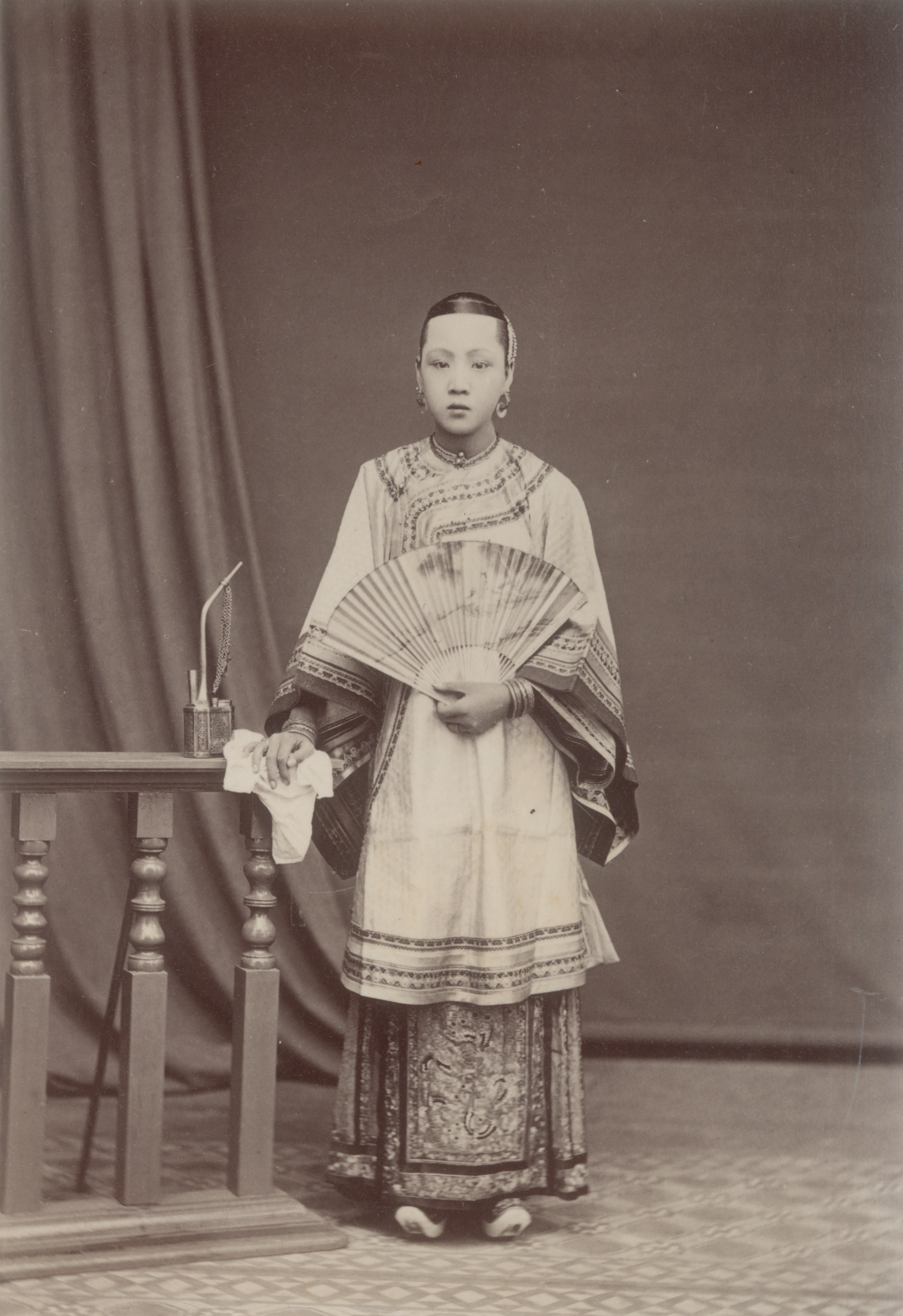
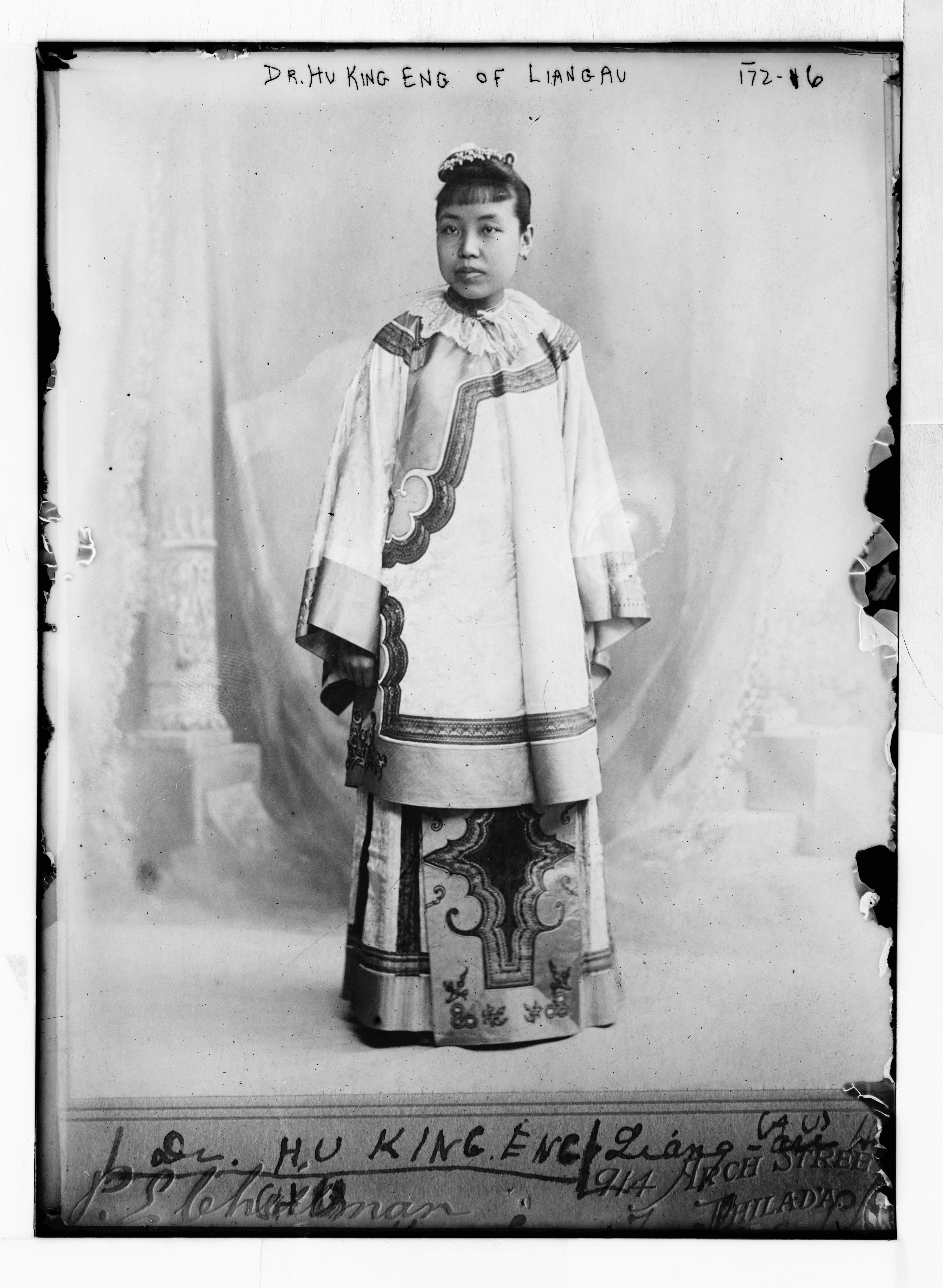
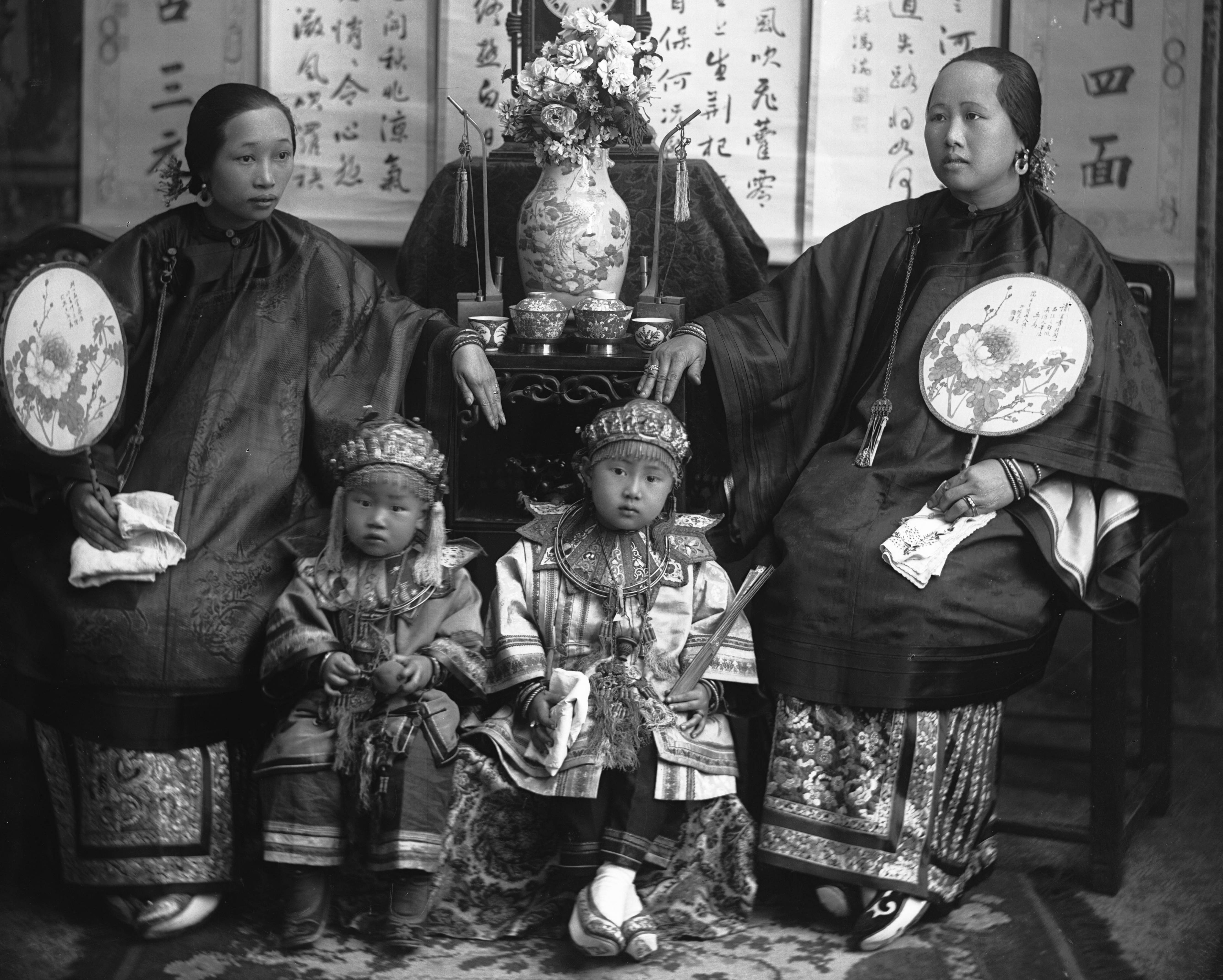
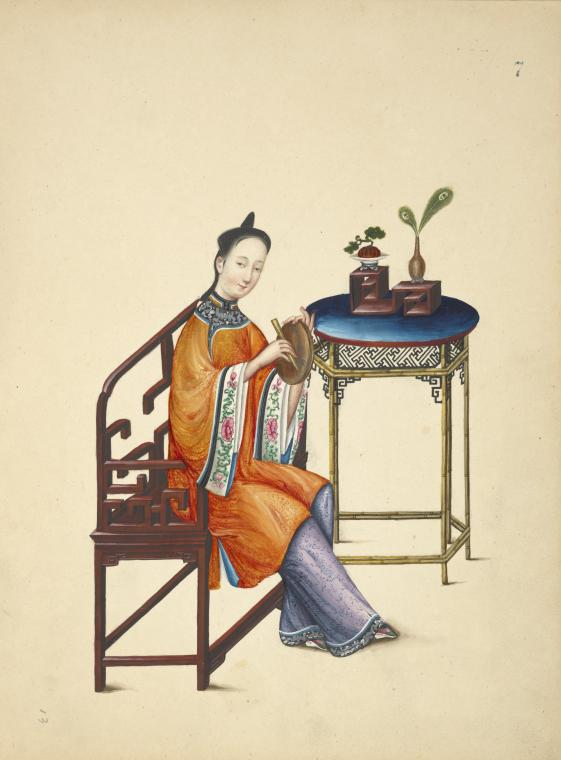
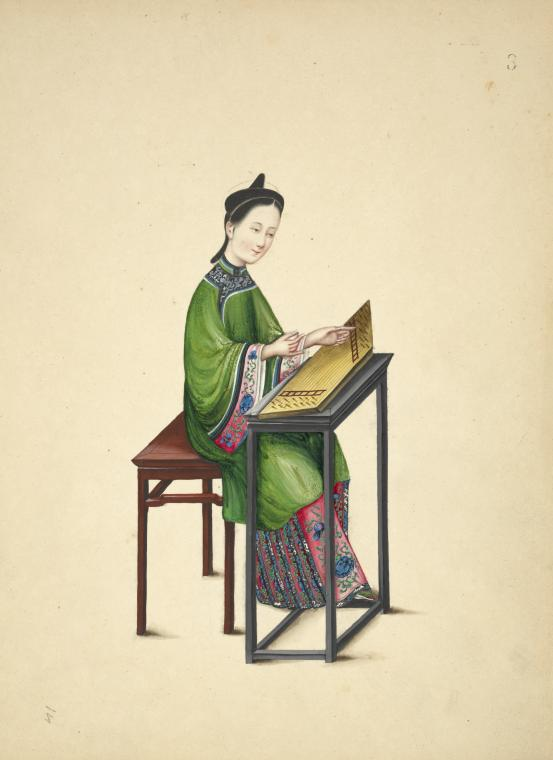
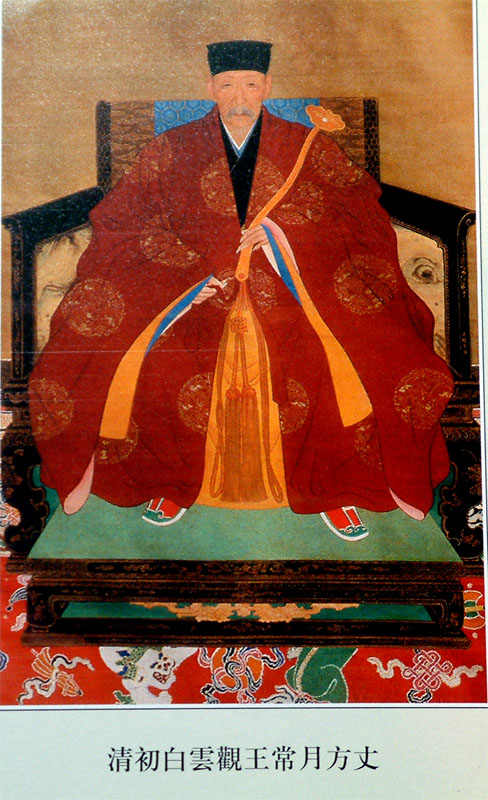
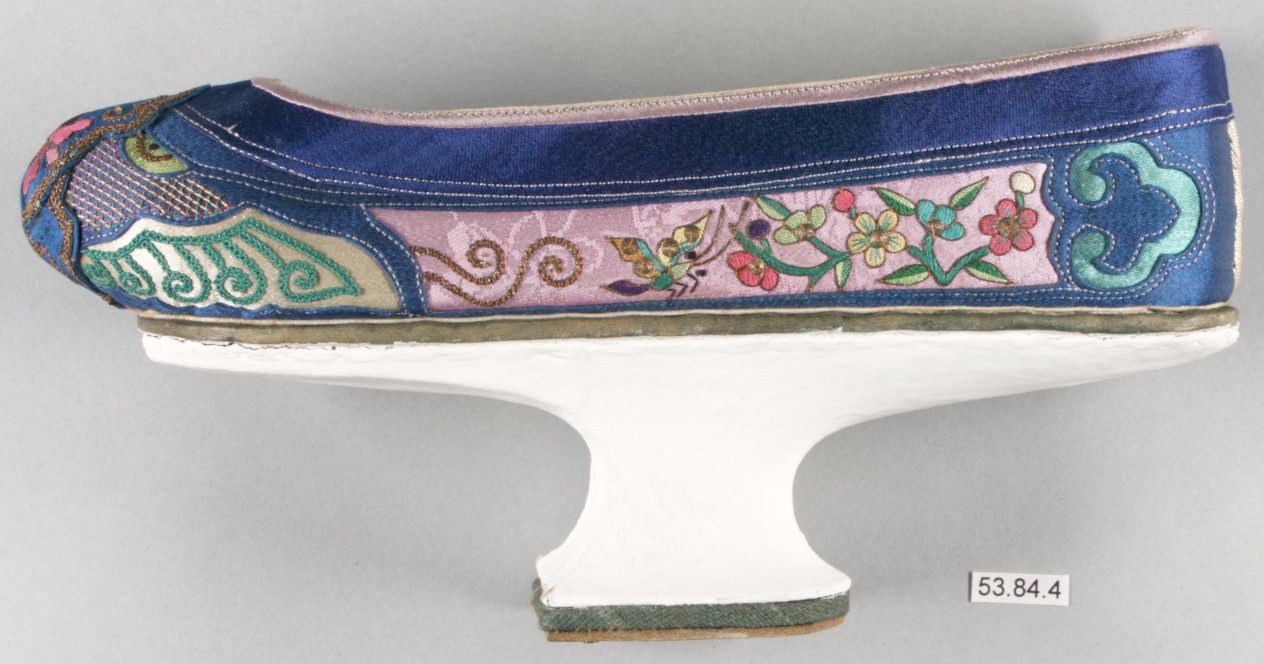
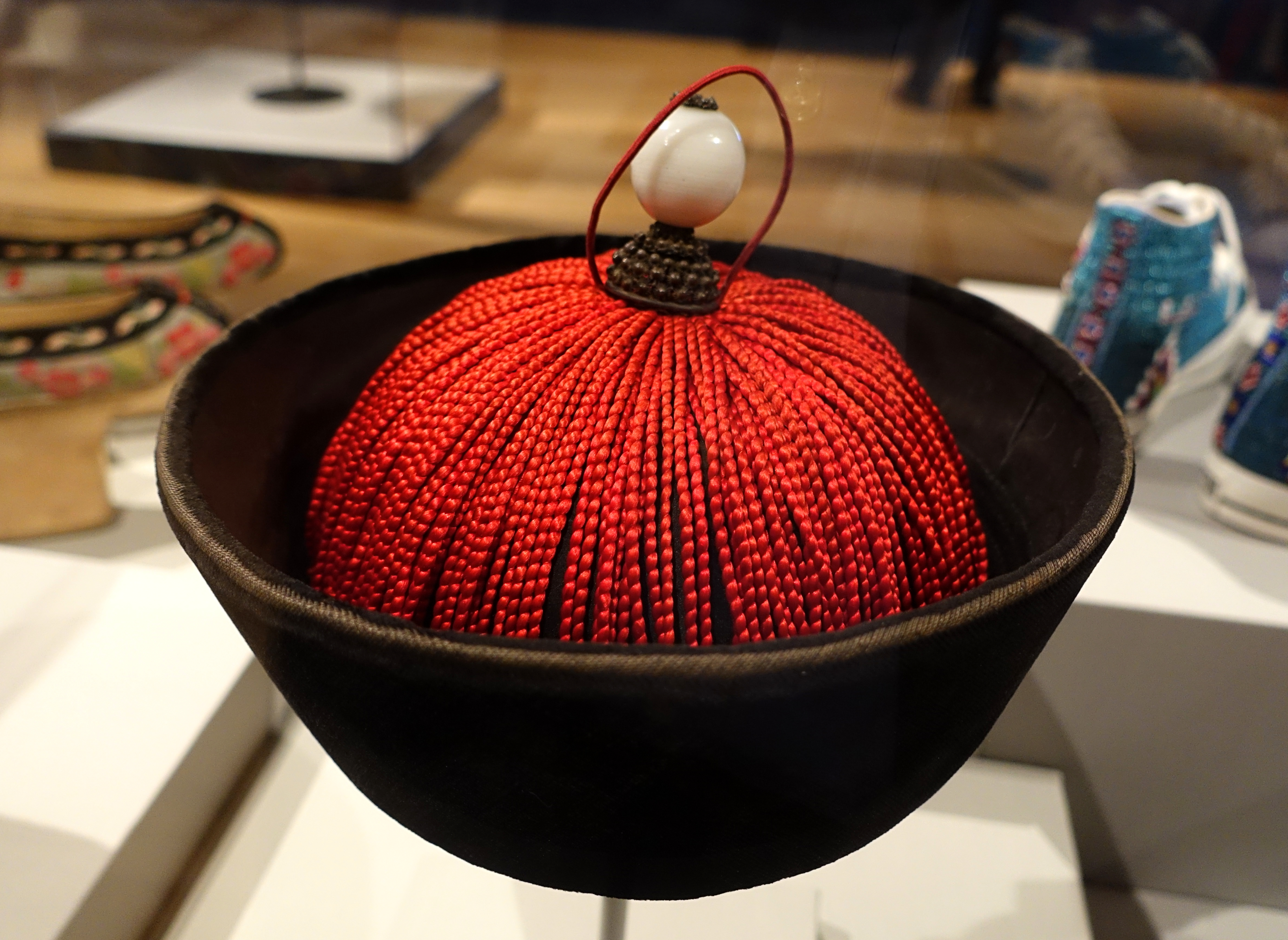
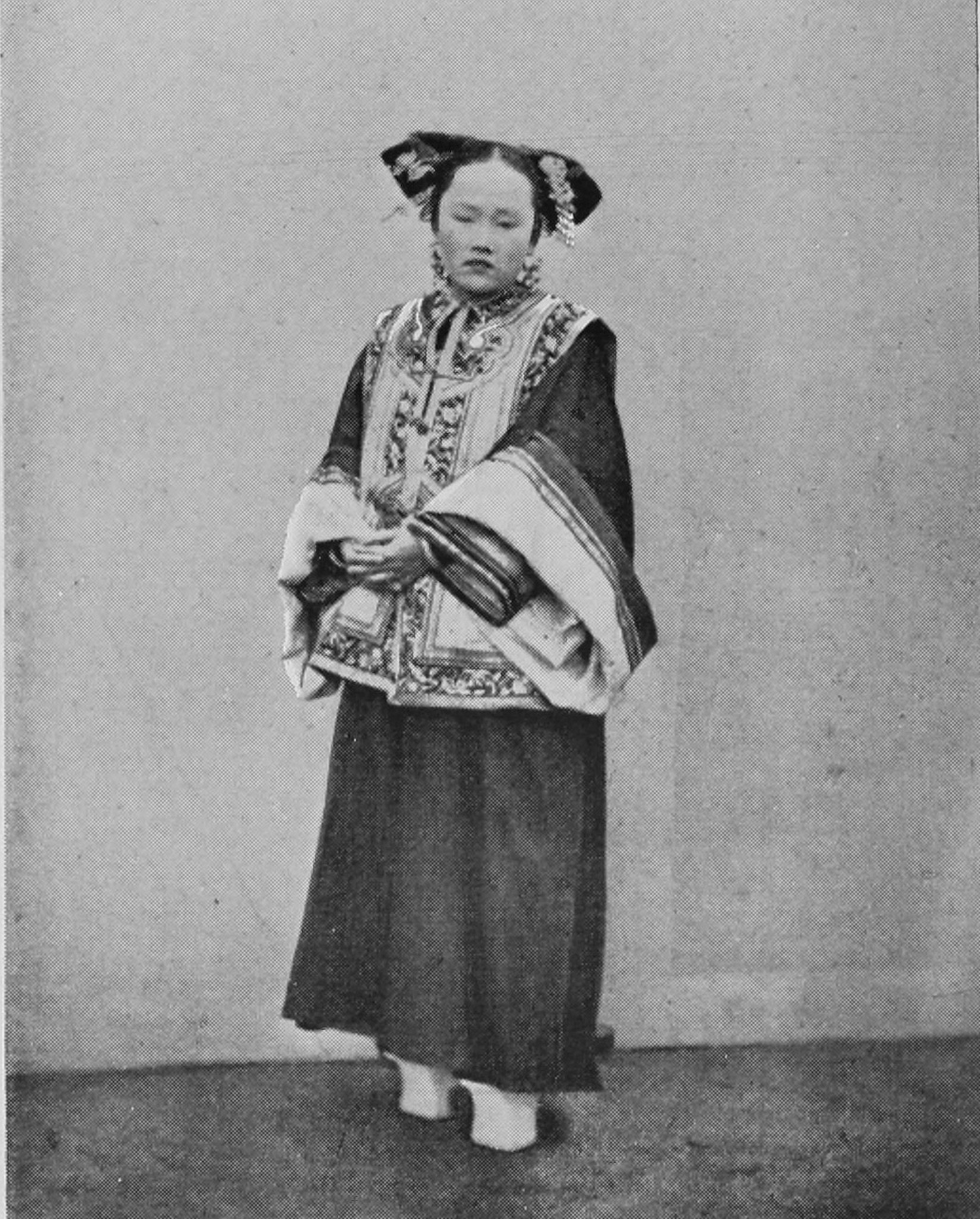
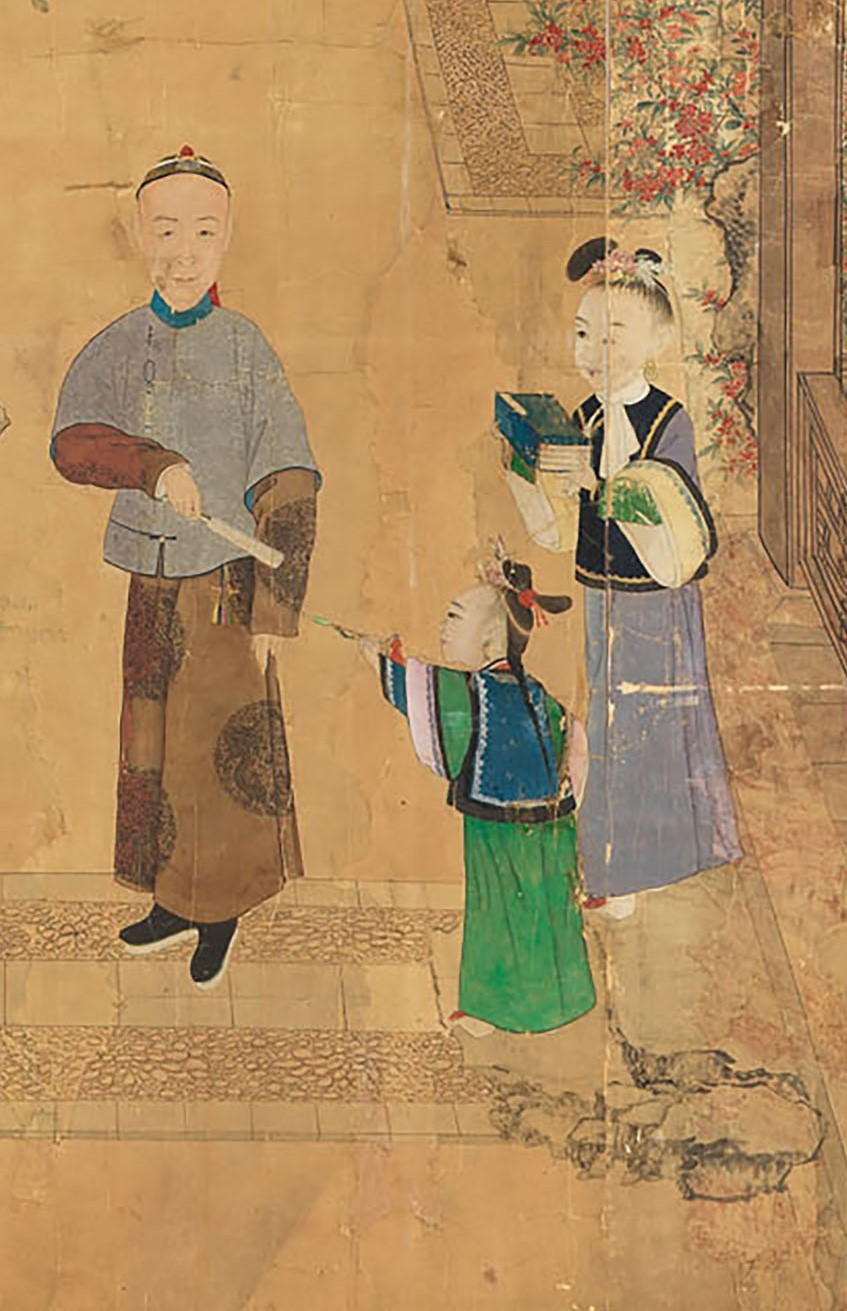
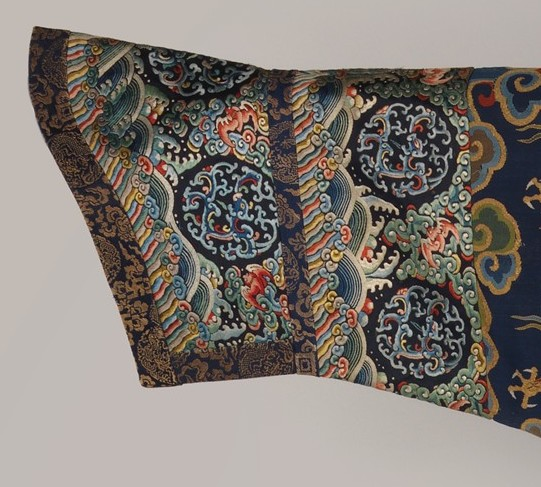
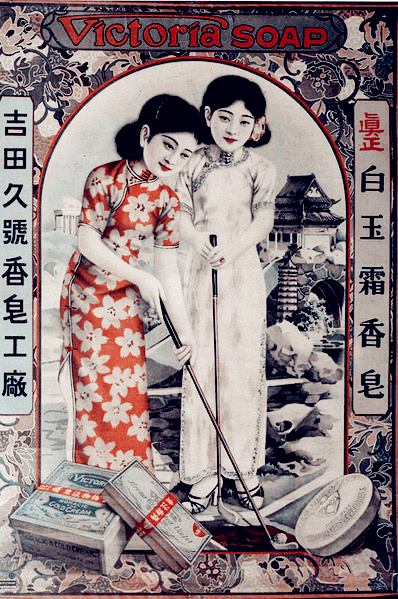
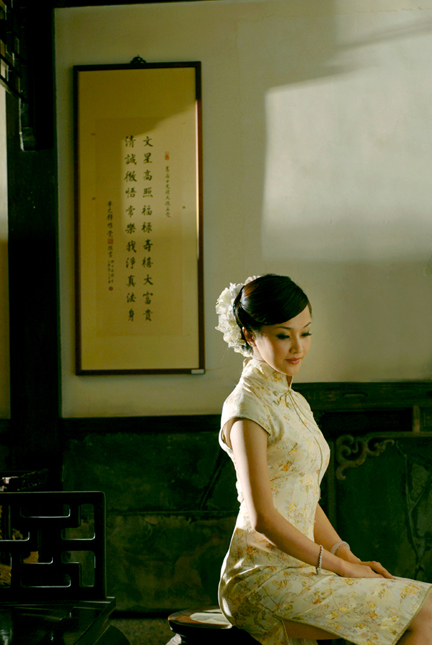

## 같이 보기
- 한푸
- 중국옷

## 참고 문헌

### 도서
- 중국의 옷 문화 (저자 : 왕웨이띠)
- 옷으로 읽는 중국문화 100년 (저자 : 위안저, 후웨)

### 학술논문
- 중국 전통복식 치파오의 발전에 내재된 인문적 요소 분석 (Analyses of Humanism Factors in Chinese Traditional Cheong-sam Development) - (저자 : 한종완, 왕설옥)

### 명칭
- 치파오를 차이나 드레스 (China dress, Qipao)라고도 부른다.
- 치파오는 창파오(長袍)라고 불렸지만 한족들이 만주족의 옷이라는 뜻의 치파오(旗袍)라고 부르면서 바뀌어 갔다.

### 전통의상
치파오가 유행하기전에는 청나라 이전부터 한족의 오랜 전통 의상이었던 한푸(汉服)가 유행하였다.